# Universidad de California en Berkeley
La Universidad de California en Berkeley (en idioma inglés University of California, Berkeley), también conocida como UC Berkeley, Berkeley o Cal, es una universidad pública estadounidense con sede en Berkeley, California (Estados Unidos). Es la institución insignia del sistema de la Universidad de California y está clasificada como una de las universidades más prestigiosas del mundo y la universidad pública número 1 en Estados Unidos. Fue fundada en 1868 al unirse el Colegio de California (institución privada) y el Colegio de Agricultura, Minas y Mecánica en Oakland (institución pública). 
Ofrece aproximadamente 350 programas de pregrado y posgrado en un amplio número de disciplinas. El Decreto Dwinelle de 5 de marzo de 1868 (Decreto n.º 583 de la Asamblea de California) dice que "La Universidad tendrá por su diseño la capacidad de proporcionar instrucción y educación general y completa en todos los departamentos de ciencia, literatura y arte, actividades industriales y profesionales, y educación general, y también cursos especiales de instrucción en preparación para las profesiones".
En cuanto a los rankings, el Times Higher Education World University la ubica como la sexta mejor universidad del mundo en 2017, y U.S. News como la tercera mejor universidad del mundo en una clasificación efectuada en 2015 en más de 50 países, incluyendo a Estados Unidos. La Academic Ranking of World Universities ubica a Berkeley como la cuarta mejor universidad del mundo y la primera pública. Por departamentos se clasifica como la tercera mejor en ingeniería, cuarta en ciencias sociales y primera en matemáticas, física, química y ciencias de la vida. También es reconocida por producir una gran cantidad de empresarios.
Entre sus docentes y alumnos hay 107 Premios Nobel, 9 Premios Wolf, 14 Medallas Fields, 25 Premios Turing, 45 Becas MacArthur, 20 Premios Óscar, y 11 Premios Pulitzer. Hasta la fecha, los científicos de Berkeley han descubierto 6 elementos químicos de la tabla periódica (californio, seaborgio, berkelio, einstenio, fermio, lawrencio). En colaboración con Berkeley Lab, investigadores de UC Berkeley han descubierto más de 16 elementos químicos en total – más que cualquier otra universidad en el mundo. Berkeley es un miembro fundador de la Asociación de Universidades Americanas. Total de 730,7 millones de dólares de inversión en investigación para el año fiscal que terminó el 30 de junio de 2014. La universidad administra tres laboratorios nacionales del Departamento de Energía Nacional de los Estados Unidos: el Laboratorio Nacional de Los Álamos, el Laboratorio Nacional de Lawrence Livermore y el Laboratorio Nacional de Lawrence Berkeley. 
El físico de Berkeley J. Robert Oppenheimer fue el director científico del Proyecto Manhattan, el cual desarrolló la primera bomba nuclear. Oppenheimer dirigió personalmente el proyecto desde Los Álamos (Nuevo México), durante la Segunda Guerra Mundial. Edward Teller, miembro de la facultad (junto con Stanislaw Ulam) es considerado el "padre de la bomba de hidrógeno". En los años 1960, la universidad se destacó por el Movimiento Libertad de Expresión, y por la oposición al involucramiento de Estados Unidos en la guerra de Vietnam.

## Historia

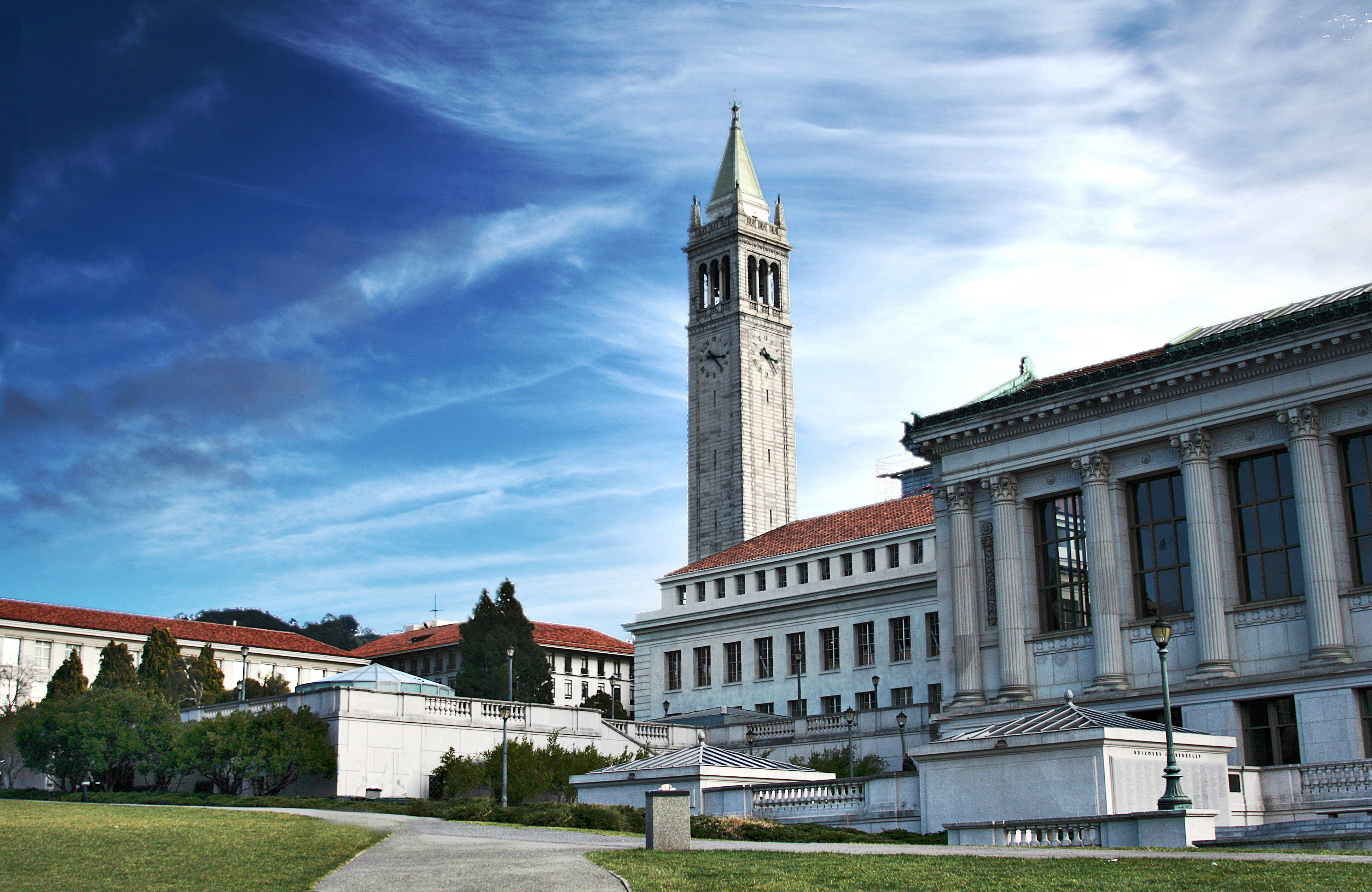
Vista de la Torre Sather (La Campanile) desde Memorial Glade. El centro de UC Berkeley. El sonido de su reloj y sus campanas se pueden escuchar por todo el campus

En 1866, el terreno sobre la cual hoy en día se ubica el campus de Berkeley fue comprado por el Colegio de California. Como ésta no tenía suficientes fondos para operar, finalmente se unió con el Colegio público del Arte de la Agricultura, Minería y Mecánica para formar la Universidad de California, la primera universidad del estado con currículo completo.
Cuando abrió en Oakland en 1869, la universidad estaba constituida por diez miembros de la facultad y casi 40 alumnos. Frederick H. Billings era un confiado del Colegio de California y sugirió nombrar al colegio honor al filósofo George Berkeley. En 1870, Henry Durant, el fundador del Colegio de California fue el primero en ocupar el cargo de presidente de la universidad. Al completarse las alas norte y sur en 1973, la universidad se trasladó a su ubicación actual con 167 alumnos y 222 alumnas para dar sus primeras clases.
Desde 1891, Phoebe Apperson Hearst le otorgó varios regalos grandes a Berkeley, fundando muchos programas y edificios nuevos. Del mismo modo, en 1898 patrocinó una competición internacional en Amberes, Bélgica, donde el arquitecto francés Émile Bernard entregó el diseño ganador para el plan maestro del campus. En 1905, la granja de la universidad se estableció cerca de Sacramento, finalmente convirtiéndose en la Universidad de California en Davis. En los años 20, el número de edificios del campus había crecido sustancialmente, e incluía veinte estructuras diseñadas por el arquitecto John Galen Howard.
Robert Gordon Sproul ejerció como presidente entre 1930 y 1958. Para 1942, el Consejo Americano de Educación había clasificado a UC Berkeley en segundo lugar detrás de la Universidad de Harvard por cantidad de departamentos distinguidos.

Alumnos de UC Berkeley participan en una protesta pacífica de un día en contra de la entrada de EUA en la Segunda Guerra Mundial. 19 de abril de 1940

Durante la Segunda Guerra Mundial, tras el descubrimiento (entonces secreto) de plutonio por Glenn Seaborg, el Laboratorio de radiación de Ernest Orlando Lawrence comenzó a colaborar con el ejército estadounidense para crear la bomba atómica. El entonces profesor de física J. Robert Oppenheimer fue nombrado jefe del proyecto de Manhattan en 1942. Aparte del Laboratorio Nacional de Lawrence Berkeley (anteriormente Laboratorio de Radiación), Berkeley también ayuda a manejar dos laboratorios más; el Laboratorio Nacional de Los Álamos (1943) y el Laboratorio Nacional de Lawrence Livermore (1952).
1. ya te los alumnos de licenciaturas siguieran entrenamiento militar. A tal efecto Berkeley tenía una armería. En 1917, se fundó el programa ROTC de Berkeley, y su Escuela de Aeronáutica Militar entrenó a futuros pilotos, incluyendo a Jimmy Doolittle, quien se graduó con un B.A. (Bachelor of Arts) en 1922. Tanto Robert McNamara como Frederick C. Weyand se graduaron del programa ROTC de UC Berkeley con grados de B.A. den 1937 y 1938, respectivamente. En 1926, el futuro almirante de flota Chester W. Nimitz estableció la primera unidad del Cuerpo de Entrenamiento de Oficiales de la Reserva Naval en Berkeley. Durante la Segunda Guerra Mundial, el ejército aumentó su presencia en el campus para reclutar a más oficiales, y para 1944 más de 1000 alumnos de Berkeley se habían alistado en el programa V-12 de Entrenamiento Naval Colegial y a la escuela naval de entrenamiento para ingeniería en diésel.[31] La escuela abandonó el entrenamiento militar obligatorio en 1962.

Durante la era McCarthy en 1949, la escuela adoptó una posición anticomunista. Varios miembros de la facultad tuvieron objeciones y fueron despedidos; diez años pasaron antes de que los aceptaran de vuelta con paga.
En 1952, la Universidad de California se convirtió en una entidad separada del campus de Berkeley. Cada campus recibió autonomía relativa junto con su propio rector. El entonces presidente Sproul tomó posesión de la presidencia del sistema completo de las Universidades de California, y Clark Kerr se convirtió en el primer rector de UC Berkeley.

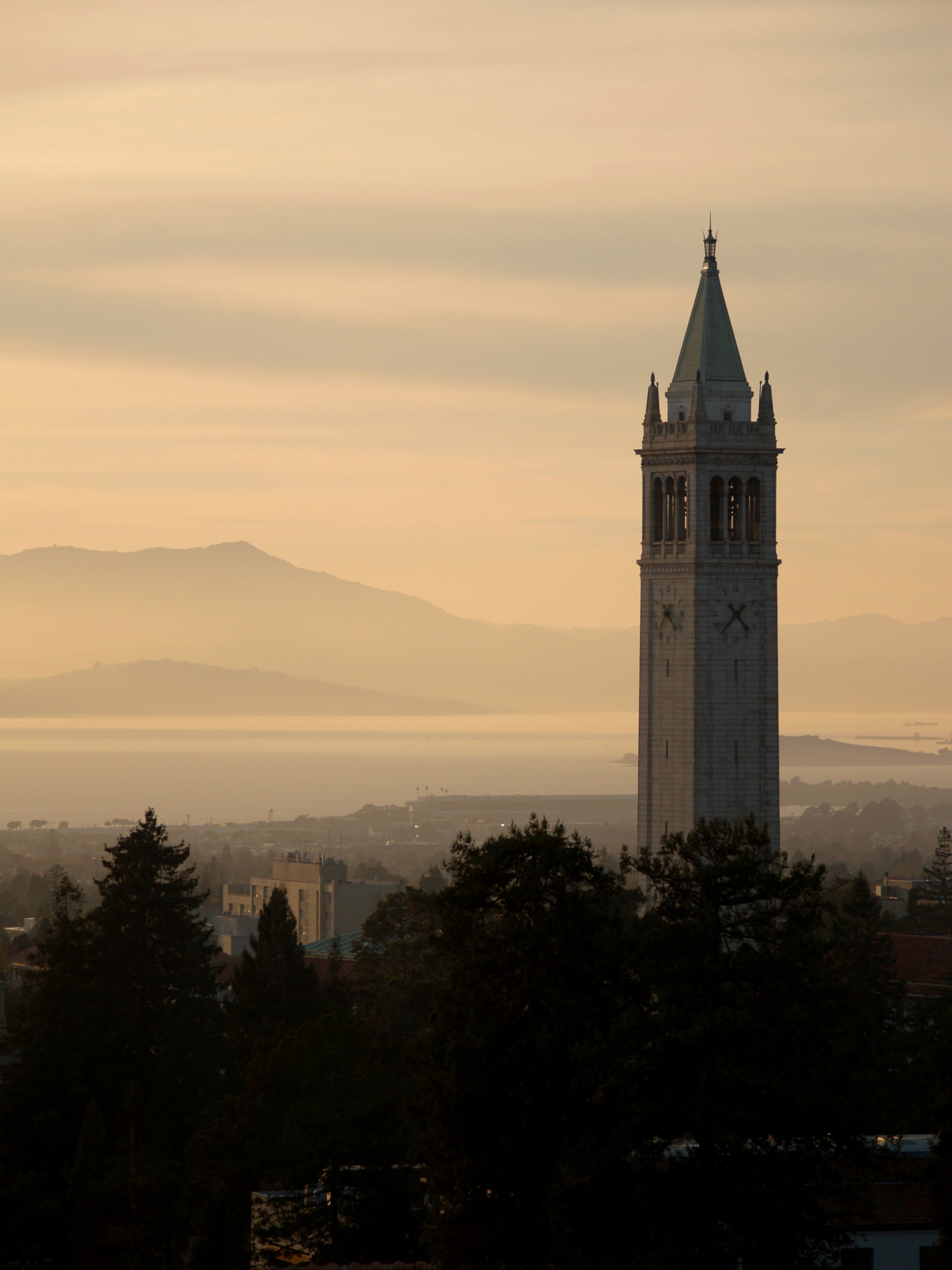
Sather Tower (la Campanile) con la bahía de San Francisco y Monte Tamalpais

Berkeley adquirió reputación por el activismo estudiantil en los años 1960 gracias en gran parte al Movimiento de Libertad de Expresión en 1964, y a la oposición por la guerra de Vietnam. En la protesta de People's Park en 1969, los alumnos y la escuela tuvieron un conflicto sobre el uso de una zona hasta que se llamó a la Guardia Nacional, lo cual causó una erupción de violencia. Alumnos de Berkeley hoy en día son menos activos políticamente, con una mayor porcentaje de moderados y conservadores. Hay un mayor número de demócratas que de republicanos en el campus, a una razón de 9:1.
Recientemente varios grupos de derechos humanos y de los animales han protagonizado conflictos con Berkeley. Indígenas Americanos tuvieron un conflicto en particular sobre la repatriación del Museo de Antropología Phoeve A. Hearst. Diversos activistas de Derechos de los animales han amenazado a miembros de la facultad por usar animales como parte de investigaciones. La respuesta de la escuela a abraza-árboles protestando una construcción causó controversia en la comunidad local.
En lo que ha disminuido el apoyo financiero estatal, Berkeley ha recibido ayuda de fuentes privadas: BP donó 500 millones de dólares para el desarrollo de biocombustibles, la Fundación Hewlett donó 113 millones de dólares para apoyar a 100 posiciones de facultad, y Dow Chemical dio 10 millones para investigar la sostenibilidad. El apoyo de BP ha sido criticado por disminuir la producción de alimentos para producir combustibles. La campaña 2008-13 para Berkeley reunió 3.130 millones de dólares de parte de 281.855 donantes.
El nombre original de Universidad de California comúnmente se abreviaba como California o Cal, por lo cual los equipos más antiguos de la universidad son llamados los Osos Dorados de California, Osos Cal, o simplemente Cal. Hoy en día, Universidad de California se refiere al sistema estatal de universidades. Referirse a la Universidad de California, Berkeley como UCB o Universidad de California en Berkeley está mal visto, y el nombre de la página de internet es berkeley.edu. Similarmente, el término "Cal Berkeley" no es una referencia correcta hacia la escuela, pero ocasionalmente se usa. Berkeley no está afiliada con el Berklee College of Music o el Berkeley College.
El 1 de mayo de 2014, UC Berkeley fue nombrada una de las 45 instituciones de educación superior bajo investigación de la oficina de derechos civiles por "posibles violaciones de leyes federales sobre el tratamiento de violencia sexual y quejas de abuso" por el Grupo de Trabajo de la Casa Blanca de Barack Obama para proteger a los alumnos del acoso sexual. La investigación surge tras las quejas federales de 31 alumnas: inicialmente un acta de Clery se levantó en mayo de 2013 y posteriormente tras una falta de respuesta de la universidad, una segunda acta de Clery y una acta de Título IX fueron levantadas el 26 de febrero de 2014.
El 1 de febrero de 2017, Milo Yiannopoulos tuvo que cancelar un acto presencial en la Universidad de Berkeley debido a las protestas violentas de un grupo de estudiantes de la universidad. La protesta terminó con actos de violencia urbana y una intervención policial; el presidente estadounidense Donald Trump amenazó con retirar fondos federales a dicha universidad por no permitir la charla y no respetar la «libertad de expresión»

## Academia
Berkeley es una universidad grande dedicada principalmente a la investigación con una matriculación mayor en sus programas de grado, e incluye un vasto programa de doctorados. La universidad ha tenido un respaldo académico por parte de la Comisión de Universidades y Colegios de la Asociación Occidental de Escuelas y Colegios desde 1949. La universidad es una de los dos campus que operan bajo un calendario semestral (siendo la otra UC Merced). Berkeley tiene una oferta académica de 106 licenciaturas, 88 maestrías, 97 programas de doctorados enfocados a la investigación y 31 posgrados con un enfoque profesional. La universidad otorgó un total de 7 526 licenciaturas, 2 164 maestrías y 1 264 doctorados en el 2012.
Los más de 130 departamentos y programas académicos de Berkeley están divididos en 14 facultades y escuelas, aparte de una extensión a UC Berkeley. "Colegios" son instituciones con estudios de licenciaturas y posgrados, mientras que "escuelas" generalmente son solo de posgrados, aunque algunas ofertan licenciaturas y otros cursos.
- Facultad de Química
- Facultad de Ingeniería
- Facultad de Diseño para el Medio Ambiente
- Facultad de Letras y Ciencias
- Facultad de Recursos Naturales
- Escuela de Posgrado de la Educación
- Escuela de Posgrado de periodismo
- Escuela Haas de Negocios
- Escuela Goldman de Política Pública
- Escuela de la Información
- Escuela de Derecho (ala Boalt)
- Escuela de Optometría
- Escuela de Salud Pública
- Escuela del bienestar social
- Extensión a UC Berkeley

UC Berkeley no tiene una escuela médica, pero la universidad ofrece el Programa Médico Aliado Berkeley - UCSF con la Universidad de California, San Francisco.

### Programas de grado
El programa de cuatro años de grado tiene un enfoque hacia las ciencias y artes con un nivel alto de coexistencia entre programas de grado y de posgrado. Los nuevos ingresos son selectivos pero hay una alta cantidad de transferencias de entrada. Se ofrecen 106 grados en la Escuela Haas de Negocios (1), Colegio de química (5), Colegio de Ingeniería (20), Colegio de Diseño para el Medio Ambiente (3), Colegio de letras y ciencias (67), colegio de Recursos Naturales (10) y otros (2). Las especializaciones más populares son Ingeniería en Electrónica y Ciencias Computacionales, Ciencias Políticas, Biología Celular y Molecular, Ciencias del Medio Ambiente y Economía.
Los requerimientos para graduación en el programa de grados provienen de cuatro fuentes: el sistema de Universidades de California, el campus Berkeley, el colegio o la escuela y finalmente el departamento al cual pertenece el programa. Estos requerimientos incluyen un requisito de escritura antes de la solicitud (el cual generalmente se cubre por puntos mínimos en exámenes de admisión estandarizados como el SAT o el ACT), completar un trabajo sobre "Historia americana e instituciones" antes o después de la solicitud por medio de una clase de introducción, pasar una clase de "Amplitud de culturas americanas" en Berkeley, y requerimientos para leer y redactar junto con otros requisitos decididos por el departamento y la escuela. Se exigen exámenes finales de tres horas en la mayoría de las clases de grado. Estos generalmente tienen lugar durante la semana inmediatamente siguiente al último día de clases a mediados de diciembre en el semestre de otoño, y a mediados de mayo para el semestre de primavera. Las calificaciones académicas se publican en una escala de cinco letras (A, B, C, D, F) con un más o un menos simbolizando tres décimas de punto superiores o inferiores a la calificación asignada. Los requisitos para honores académicos los especifican las escuelas y colegios individuales, los premios escolares suelen otorgarse por departamentos, y los estudiantes son votados para sociedades de honor basándose en los criterios dictados por estas organizaciones.

### Programas Profesionales y de Posgrado
Berkeley tiene un programa de postgrados extenso con una coexistencia alta con los programas de grado, pero no a la escuela de medicina. La universidad ofrece posgrados en Maestrías del Arte, Maestrías de Ciencias, Maestrías de Bellas Artes, y Doctorados aparte de grados profesionales como el Juris Doctor y Maestro de Administración de Negocios. La universidad otorgó 887 grados de doctorado y 2 506 maestrías en el 2012. Las admisiones para los programas de posgrado son descentralizadas; los solicitantes mandan su solicitudes directamente al departamento al que aspiran. La mayoría de los alumnos de posgrados tienen el apoyo de becas, asistencias de maestros o asistencias de investigación.
La clasificación del Consejo Nacional de Investigación de los Estados Unidos identificó a UC Berkeley por tener el mayor número de programas de doctorado de alto nivel en Estados Unidos en el 2010. Algunos programas de doctorado de UC Berkeley que recibieron la posición n.º 1 en la clasificación. Son: Economía de Recursos y Agricultura, Astrofísica, Química, Ingeniería Civil y del Medio Ambiente, Ciencia Computacional, Inglés, Epidemiología, Geografía, Alemán, Matemáticas, Ingeniería Mecánica, Bioquímica y Biología Molecular, Genética, Genómica y Desarrollo, Física, Biología de Plantas y finalmente Ciencias Políticas. UC Berkeley también obtuvo el mayor apoyo de las Becas de la Fundación Nacional de Ciencia para la Investigación de Posgrados en el 2001 y 2010 con 1 333 premios.

### Facultad e Investigación

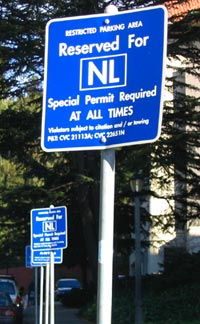
72 ganadores de Premios Nobel han sido miembros de la facultad, alumnos o investigadores. Letreros especiales indican espacios de estacionamiento reservados para estas personas

Berkeley es una universidad de investigación con un "muy alto" nivel de actividad en investigaciones Existen aproximadamente 1 582 miembros de facultad a tiempo completo y 500 a tiempo parcial distribuidos en los 130 departamentos académicos y más de 80 unidades de investigación interdisciplinaria. Actualmente, Berkeley tiene 227 miembros de la Academia Americana de las Artes y las Ciencias, 3 ganadores del premio Fields, 83 escolares Fulbright, 139 miembros de Guggenheim, 87 miembros de la Academia Nacional de Ingeniería, 132 miembros de la Academia Nacional de Ciencias, 8 ganadores del Premio Nobel, 3 ganadores del Premio Pulitzer, 84 miembros de Sloan, 7 ganadores del Premio Wolf y un ganador del Premio Pritzker. 72 laureados Nobel han estado afiliados a la universidad como facultad, alumnos o investigadores, la mayor cantidad de cualquier universidad pública en los Estados Unidos y la sexta mayor en cualquier universidad del mundo.[cita requerida]
Los miembros de la facultad de UC Berkeley tienen mayor probabilidad de ser Demócratas que Republicanos; esto es similar al caso de la Universidad de Stanford.

### Sistema Bibliotecario

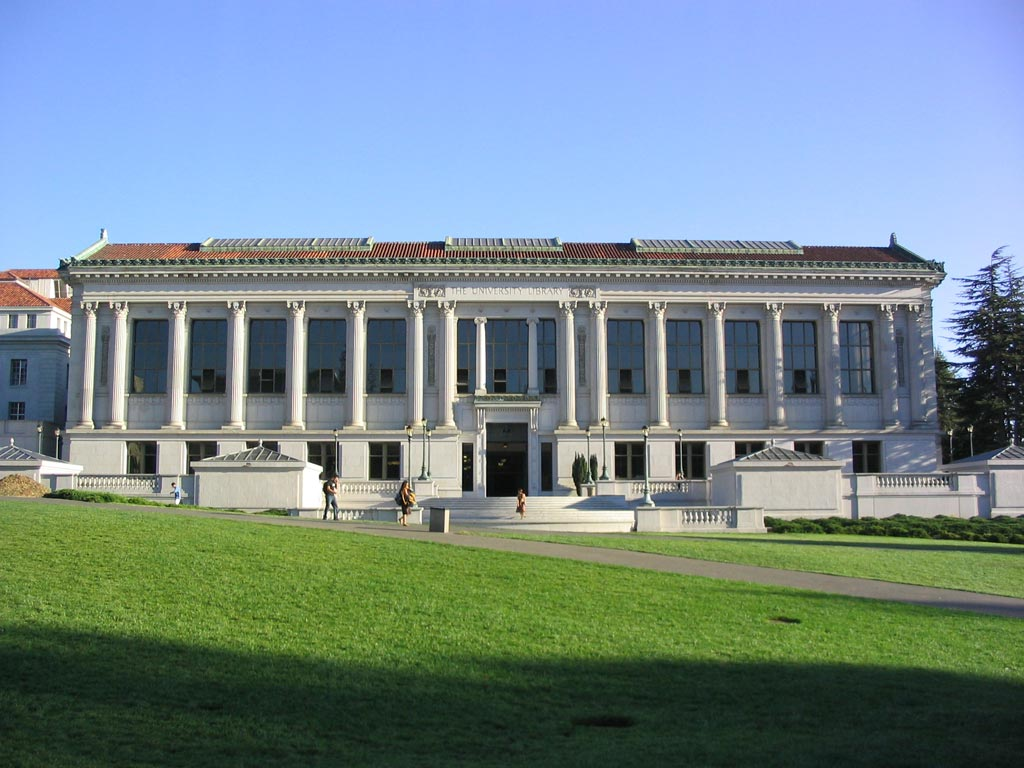
Vista del lado norte de la Biblioteca Doe con Memorial Glade frente a ella

Las 32 bibliotecas de Berkeley unidas forman el cuarto sistema bibliotecario académico de EUA, únicamente por detrás del de la Universidad de Harvard, del de la de Yale y del de la 
Universidad de Illinois, Urbana-Champaign. A pesar de esto, es importante notar que si se considera los tamaños relativos y antigüedad de estas bibliotecas universitarias, la colección de Berkeley ha estado creciendo aproximadamente igual de rápido que Yale y Harvard juntas: específicamente 1,8 veces más rápido que Harvard y 1,9 veces más rápido que Yale. En el 2003, la Asociación de Bibliotecas de Investigación calificó a la biblioteca de Berkeley como la mejor de una universidad pública y la tercera mejor en América del Norte. En el 2006, el sistema bibliotecario de Berkeley contenía más de 11 millones de volúmenes y mantenía más de 70.000 títulos seriales. Juntas, las bibliotecas cubren más de 12 acres de tierra y forman uno de los complejos bibliotecarios más grandes del mundo. La biblioteca Doe sirve como centro de referencia, y centro administrativo para el sistema bibliotecario, mientras que la mayoría de las colecciones principales se mantienen en la biblioteca subterránea Gardner Main Stacks y la biblioteca de licenciaturas Moffitt. La biblioteca Bancroft que contiene más de 400.000 volúmenes impresos, mantiene una colección que documenta la historia del oeste de Norteamérica, con énfasis en California, México y América Central.

### Clasificación y Reputación
La clasificación anual del U.S. News & World Report calificó a Berkeley en el 2015 como la tercera mejor universidad del mundo, la mejor entre universidades públicas, y la 20.ª al usar la metodología de la clasificación de universidades nacionales de EUA. La sección de valoración observacional del 2013 calificó a berkeley con un 4.7, lo cual la ubica como la sexta mejor calificada entre universidades nacionales por reputación académica.
Berkeley fue listada como una universidad "Public Ivy" en Public Ivies, escrito por Richard Mull en 1985. En el 2014-15 la evaluación de las mejores universidades del mundo de Times Higher Education la colocó en el octavo lugar. Entre otras universidades, Berkeley tiene el segundo mayor número de programas académicos calificados como los diez mejores en sus áreas por QS Money Magazine calificó a UC Berkeley como la 13.ª en el país entre casi 1500 escuelas calificadas.
El Daily Beast calificó a UC Berkeley como la séptima en el país de caso 2000 escuelas evaluadas para su clasificación de las mejores universidades en el 2013. En el 2009, el Centro de Mediciones del Desempeño de Universidades ubicó a Berkeley en el noveno lugar entre universidades nacionales de investigación. En el 2014 Kiplinger calificó a Berkeley como novena de las cien mejores universidades públicas por su precio en EUA, y la segunda en California. El The Princeton Review calificó a Berkeley como una "universidad con una conciencia" y como la quinta mejor universidad pública por precio. UC Berkeley fue calificada como la universidad n.º 9 en EUA por el Índice de Movilidad Social. El Mines ParisTech : Professional Ranking World Universities calificó a berkeley como novena en EUA y la 29 en el mundo por producir directores ejecutivos del Fortune Global 500.

## Campus
El campus de Berkeley cubre aproximadamente 1232 acres, aunque el campus central ocupa únicamente 178 acres. Del resto del espacio, aproximadamente 200 acres son ocupados por el Laboratorio Nacional Lawrence Berkeley; otros edificios son el edificio Lawrence de Ciencia, el Laboratorio de Ciencias Espaciales, el Instituto de Investigación de las Ciencias Matemáticas, una preserva ecológica subdesarrollada de 800 acres, el jardín botánico de la Universidad de California y un centro recreativo en el Strawberry Canyon. Partes del espacio este del campus se ubican dentro de la Ciudad de Oakland; estas secciones se extienden del Claremont Rest hacia el norte, atravesando la vecindad Panoramic Hill hasta llegar a Tilden Park.
Al oeste del campus central está el distrito central de negocios de Berkeley; al noroeste está el vecindario de North Berkeley, incluyendo el llamado Gourmet Ghetto, un distrito comercial conocido por los restaurantes elegantes gracias a la presencia de restaurantes reconocidos como el Chez Panisse. Inmediatamente al norte es una zona residencial conocida como Northside que tiene una gran población de alumnos de posgrado; situado al norte de ahí se ubican las vecindades residenciales de alto nivel de Berkeley Hills. Inmediatamente al sudeste del campus se ubica el área de fraternidades, y más allá se ubica el Campus Clark Kerr y una zona residencial de alto nivel llamado Claremont. La zona sur de la universidad incluye residencias estudiantiles y Telegraph Avenue, uno de los distritos comerciales principales de Berkeley con tiendas, vendedores ambulantes, y restaurantes que sirven a alumnos y turistas. Además de esto, la universidad también es dueña de tierra al noroeste del campus principal, un complejo de 90 acres para alumnos casados en la ciudad cercana de Albany, y una estación de investigación de campo varias millas al norte en Richmond, California.
Fuera del área de la bahía, la universidad es dueña de varios laboratorios de investigación y bosques de investigación tanto en el norte como en el sur de la Sierra Nevada.

### Arquitectura

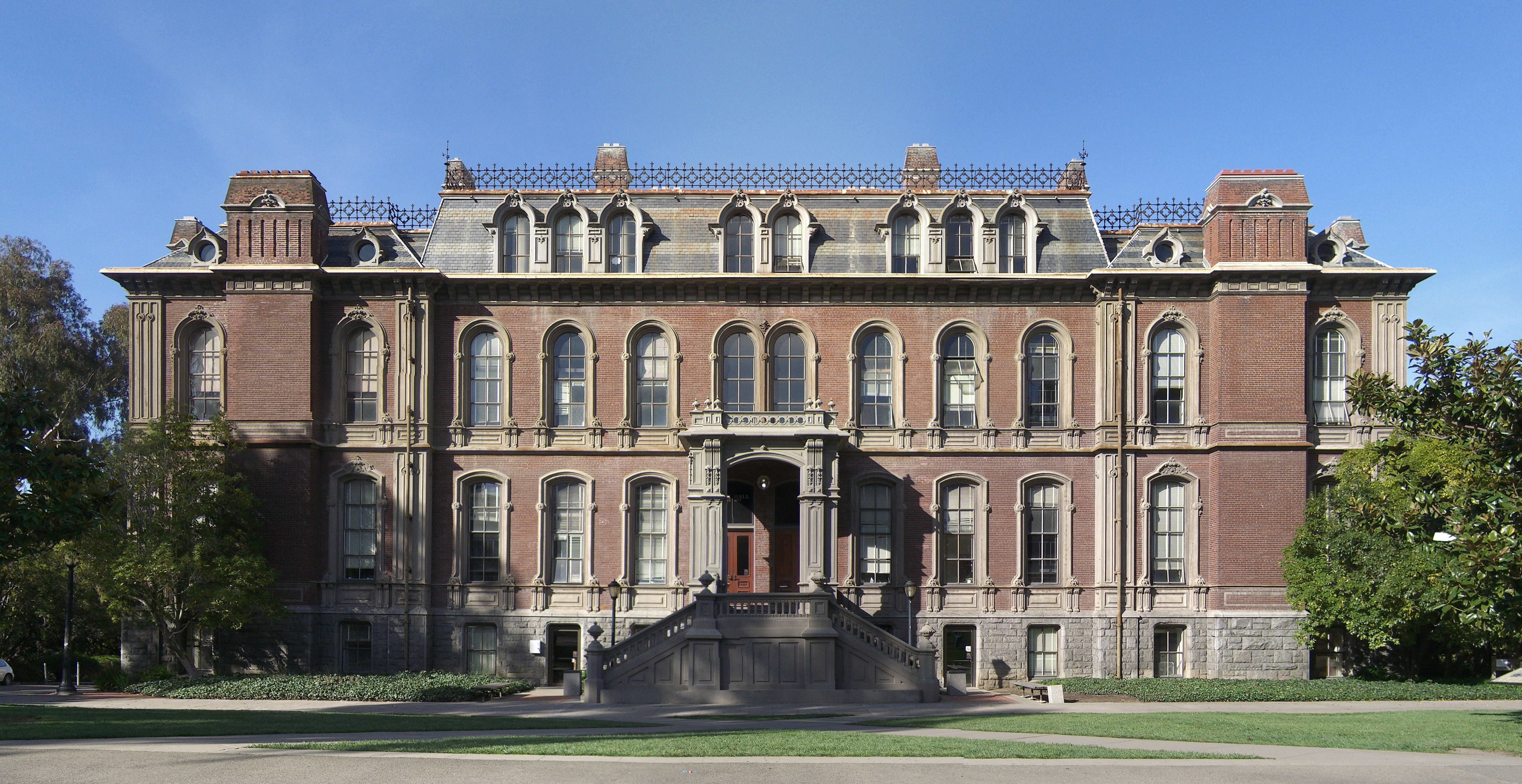
South Hall (1873), uno de los dos edificios originales de la Universidad de California, aún se encuentra intacto en el campus de Berkeley

Lo que hoy en día es considerado como el campus historial es el resultado de la competición "International Competition for the Phoebe Hearst Architectural Plan for the University of California" en 1898, fundada por la madre de William Randolph Hearst e inicialmente realizada en la ciudad belga de Amberes; once finalistas fueron calificados en San Francisco en 1899. El ganador fue el francés Émile Bénard, pero decidió que no quería supervisar la aplicación de su plan personalmente, y por ello se le entregó el proyecto al profesor de arquitectura John Galen Howard. Howard diseñó más de 20 edificios, los cuales dictaron el tono del campus hasta su expansión en los años 50 y 60. Las estructuras que conforman el centro clásico del campus fueron construidos en el estilo clásico Beaux-Arts, e incluyen el Teatro Greco Hearst, el Edificio Hearst Memorial al Minado, la Biblioteca Memorial Doe, el edificio California, el edificio Wheeler, (antiguo) edificio Le Conte, edificio Filman, edificio Haviland, edificio Wellman, Sather Gate y la Torre Sather (conocida como "the Campanile" por su inspiración: el "Campanile" de San Marcos en Venecia) de 94 m. Edificios que consideró como temporales, no-académicos o no demasiado serios fueron diseñados en estilo Shingle o neogótico; ejemplos de estos son el North Gate Hall, Dwinelle Annex y el Stephens Hall, varios de los diseños de Howard son reconocidos como Patrimonios Históricos de California y están listados en el Registro Nacional de Lugares Históricos.
El South Hall, construido en 1873 en el estilo del Segundo Imperio Victoriano es el edificio universitario más antiguo de California. Junto con Piedmont Avenue, diseñado por Frederick Law Olmsted, son los únicos edificios que pertenecían a la Universidad de California original antes de que los edificios de John Galen Howard fueran construidos. Otros arquitectos cuyas obras se pueden encontrar en el campus y las áreas cercanas son Bernard Maybeck, Julia Morgan, Charles Willard Moore y Joseph Esherick.

### Características Naturales
Fluyendo dentro del campus principal existen dos ramas de Strawberry Creek. En el empalme sur entra una alcantarilla de subida del complejo recreativo en la boca de Strawberry Canyon y pasa debajo del Estadio Memorial de California antes de surgir de nuevo en Faculty Glade. Desde ahí corre por el centro del campus ante de desaparecer bajo tierra al oeste del campus. El empalme norte aparece justo al este de University House y corre por el calvero norte del edificio de Ciencias de la Vida de Valle, ubicación original del arboledo del campus.
Los árboles en la zona tienen la edad de la universidad y fueron plantados durante su fundación en 1868. El campus contiene varias áreas verdes; incluidas: Founder's Rock, Faculty Glade, Grinnell Natural Area, y la arboleda de Eucalipto, la cual es tanto la más alta del mundo de eucalipto y de árboles de madera dura en América del Norte.
El campus se ubica encima de la falla tectónica Hayward, la cual pasa a través del Estadio Memorial de California. Actualmente se está mejorando al estadio. La protesta de "abraza árboles" giró alrededor de la controversia de tirar varios árboles cerca del estadio para construir el nuevo Centro de Alto Rendimiento de Estudiantes Atletas. Ya que el estadio se ubica directamente encima de la falla, esto causó preocupaciones de la seguridad de estudiantes atletas en el evento de un temblor pues ellos estrenan en las facultades ubicadas debajo de las bancas del estadio.

### Historial Ambiental
Dos comités y la Oficina de Sostenibilidad y Energía en UC Berkeley formalmente trabajan para implementar iniciativas sustentables en el campus. La universidad propicia compras verdes cuando son posibles, incluyendo la instalación de tecnologías eficientes en energía en todo el campus como, por ejemplo, un sistema de captura de vapor y economizadores. UC Berkeley tiene una política de construcción ecológica. Dos edificios en el campus tienen una certificación LEED, y otros seis están a estándares LEED. Múltiples áreas de construcción han sido convertidas para usos alternativos, y casi todo el desecho de proyectos de construcción es desviada de vertederos. Tecnologías de conservación de agua han sido instaladas alrededor del campus, y la universidad utiliza una variedad de técnicas para manejar agua de tormentas. UC Berkeley calienta, enfría y le da energía a su equipo de laboratorio utilizando energía de una planta de gas natural dentro del campus. Los esfuerzos hacia la sostenibilidad de Berkeley le ganaron una B en el Informe de Sustantividad de Universidades; en general, las calificaciones de la escuela en la sección fueron altos - obtuvo A en la mayoría de los apartados.

## Organización y administración
La Universidad de California es gobernada por una mesa directiva de 26 miembros, 18 de los cuales son elegidos por el gobernador de California a plazas de 12 años, 7 fungen como miembros ex officio, un solo estudiante directivo y un estudiante-sin-voto elegido por el estudiante directivo. La posición del rector de la universidad fue creada en 1952 para dirigir campus individuales. La mesa eligió a Nicholas Dirks como el décimo rector de la universidad en 2012 tras la resignación de Robert J. Birgeneau. 12 vicerrectores se reportan directamente con el rector. El vicerrector ejecutivo y director sirven como oficial académico principal y es la oficina a la cual se reportan los directores de las 14 escuelas y colegios.
El presupuesto 2006-07 fue un total de 1700 millones de dólares; 33% vino del estado de California. Durante el 2006-07, 7 850 donantes contribuyeron con 267,9 millones de dólares y la dotación fue valorada a los 2,89 miles de millones de dólares.

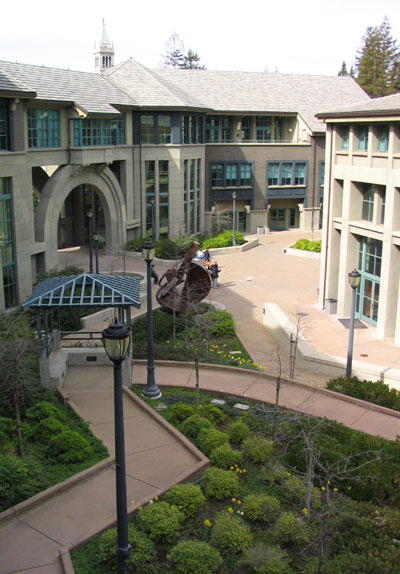
Escuela de Negocios Haas

UC Berkeley emplea a 24.700 personas directamente y a los empleados les está permitido tener sindicatos y están representados por AFSCME, Asociación Nacional de Enfermeras (CNA), CUE-Teamsters Local 2010, UAW, UC-AFT, y UPTE.

### Finanzas de la Universidad
UC Berkeley recibe fondos de una variedad de fuentes, incluyendo autoridades federales y estatales, al igual que donadores privados. Con la excepción de contratos gubernamentales, dinero público es proporcionado a UC Berkeley y las otras 9 universidades del sistema de Universidades de California a través de la oficina del presidente de UC.
Fondos estatales han sido muy altos históricamente en la Universidad de California. en 1987, el estado otorgó el 54% del presupuesto de UC Berkeley. A pesar de esto y gracias en parte a la crisis financiera del 2008, apropiaciones educativa recientes a la universidad han estado disminuyendo. Apropiaciones educativas estatales como el soporte general dado en el presupuesto estatal anual, y apropiaciones dadas al estado a través del Acto de Recuperación y Reinversión Americana (ARRA) disminuyó $37 millones de dólares en el 2010. En el 2013, el apoyo general del estado disminuyó al 12% del ingreso total de la universidad. Déficit en el presupuesto estatal al igual que costos elevados en pensiones han sido citados por la universidad como una de las dos razones principales de sus dificultades financieras actuales. En respuesta a este déficit financiero, la mesa directiva ha aumentado la colegiatura, y la universidad está intentando aumentar el número de alumnos no-residentes, los cuales pagan una colegiatura elevada. Casi un tercio de los ingresos de colegiaturas y otros cobros a alumnos son regresados a los alumnos por becas.
Cal ha tomado prestados 445 millones de dólares para financiar las renovaciones de 321 millones de dólares del Estadio Memorial, el cual no está protegido contra sismos, y para la construcción de un centro atlético de 153 millones de dólares, ambos abrieron en el 2012.
En el 2014, Cal presentó un plan a la mesa directiva que crearía un fondo de capital riesgo para financiar proyectos empresariales de alumnos y miembros de la facultad.

#### Ayuda financiera y Becas
Alumnos y estudiantes prospectos de UC Berkeley tienen una posibilidad de apoyo financiero público y privado. La mayoría de las dudas del apoyo financiero son procesadas por la Oficina de Apoyo Financiero y Becas de UC Berkeley Archivado el 10 de abril de 2012 en Wayback Machine.. Algunas escuelas de posgrado, como la escuela de negocios Haas y la escuela de UC Berkeley de Ley tienen sus propias ofertas de ayuda financiera.

## Admisiones e Inscripción
|                                   | 2015   | 2014      | 2013      | 2012      | 2011      | 2010      |
| --------------------------------- | ------ | --------- | --------- | --------- | --------- | --------- |
| Solicitudes                       | 78 863 | 73 771    | 67 691    | 61 702    | 52 953    | 50 372    |
| Admisiones                        | 13 332 | 12 795    | 14 101    | 13 038    | 13 523    | 12 914    |
| Tasa de admisión                  | 16,9%  | 17,3%     | 20,8%     | 21,1%     | 25,5%     | 25,6%     |
| Inscritos                         | N/A    | 5 909     | 5 979     | 5 365     | 5 640     | 5 247     |
| Rango de calificaciones en el SAT | N/A    | 1840-2230 | 1870-2240 | 1840-2240 | 1870-2230 | 1840-2230 |
| Rango de califcaciones en el ACT  | N/A    | 28-33     | 27-33     | 27-33     | 28-33     | 27-33     |
| GPA                               | N/A    | 3.85      | 3.86      | 3.84      | 3.83      | 3.84      |

La tasa de admisiones para nuevos ingresos en otoño del 2015 fue de 16,9%. Para el otoño de 2014, Berkeley inscribió a 27 126 alumnos de licenciatura y 10 355 de posgrado, con 52,1% de las admisiones de licenciatura y 45,2% de posgrado siendo mujeres. Residentes de California conformaron el 79% de alumnos de licenciatura en otoño del 2012 y alumnos de posgrado fueron el 40% en otoño del 2013.
De la generación del otoño del 2011, el 97% de los nuevos ingresos se inscribieron el siguiente año. La tasa de graduación de cuatro años para la generación de otoño del 2007 fue del 61%, y la tasa a seis años fue del 88%. Alumnos de nuevo ingreso inscritos para otoño de 2014 tenían, en promedio, una GPA pesada de 4,89 y no pesada de 3,85. Otoño de 2014 admitió a nuevos ingresos con un promedio de calificación en el ACT Compuesto de 32-33, y en el SAT de 2124 para admisiones estatales y 2171 para las demás. Hasta el 2012 Berkeley tenía el tercer mayor ingreso de Estudiantes de Excelencia Nacional. 31% de alumnos admitidos reciben apoyo de parte del gobierno por medio de Pell Grants.
|                       | Licenciatura | Posgrado | California | Censo de EUA |
| --------------------- | ------------ | -------- | ---------- | ------------ |
| Africanos             | 3,3%         | 3,7%     | 6,6%       | 13,1%        |
| Asiáticos             | 38,9%        | 17,9%    | 13,9%      | 5,1%         |
| Blancos no hispánicos | 26,6%        | 38,8%    | 39,4%      | 63,0%        |
| Hispánicos            | 13,5%        | 6,8%     | 38,2%      | 16,9%        |
| Nativos Americanos    | 0,7%         | 0,9%     | 1,7%       | 1,2%         |
| Internacional         | 13,5%        | 22,4%    | N/A        | N/A          |
| Otros / Desconocido   | 3,5%         | 9,5%     | 4,1%       | 2,6%         |

## Vida Estudiantil y Tradiciones

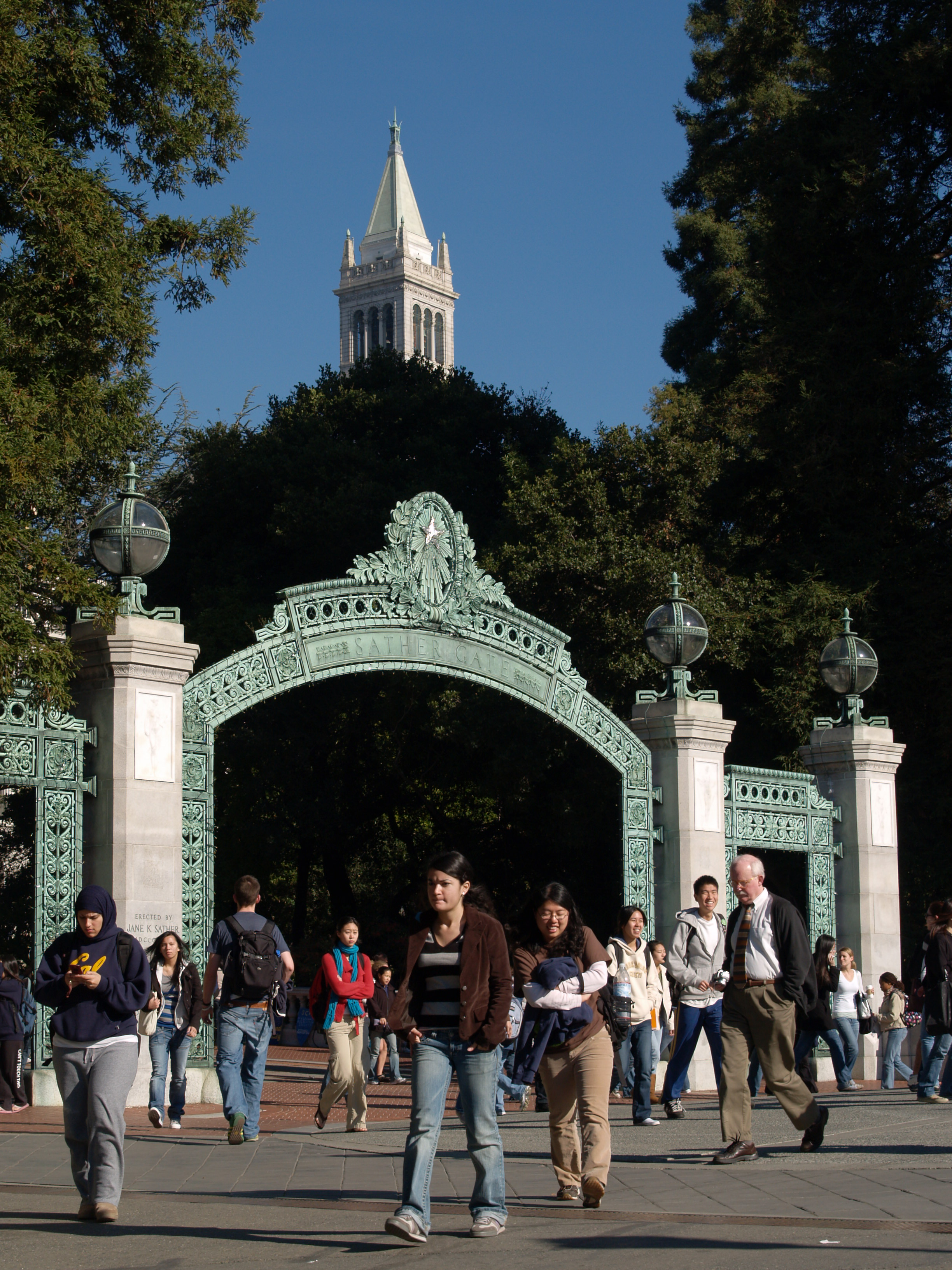
Sather Gate y Sather Tower (la Campanile) desde Sproul Plaza en el campus de UC Berkeley

La mascota universitaria oficial es Oski el Oso, que hizo su primera aparición en 1941. En el pasado, cachorros de osos se usaban como mascotas en el Estadio Memorial. Se decidió en 1940 que una mascota de disfraz sería una mejor alternativa a un oso real. Nombrado tras el grito Oski-wow-wow, el comité de Oski está encargada de cuidar a la persona disfrazada. Los miembros de este comité tienen conocimiento exclusivo sobre la identidad real de la mascota.
La Banda de Marcha de la Universidad de California ha existido desde 1891 y toca en todos los partidos de fútbol americano en su estadio y algunas veces en estadios ajenos. Una sección más pequeña de la Banda Cal llamada la Banda Sombrero de Paja, toca en partidos de baloncesto, voleibol y otros eventos del campus y la comunidad.
El comité de reuniones de UC, formado en 1901, es el guardián oficial de las tradiciones y el espíritu de California. Generalmente vestidos en ropa tradicional azul y dorada, los miembros del comité asisten a todos los eventos deportivos importantes. Los miembros del comité deben de cuidar y mantener las cinco banderas Cal, la gran bandera de California en la sección estudiantil del Estadio Memorial y del Pabellón Haas, el cañón de la victoria de California, y la gran "C", entre otras cosas. El comité también es responsable de cuidar el Hacha Stanford, cuando está en su posesión. El director del comité tiene el título de "Guardián del Hacha" mientras que esta está en las manos del comité.
Cuidando del campus desde las colinas del este, la Gran "C" es un símbolo importante del espíritu escolar. Este monumento nace tras un evento de inicios del siglo XX en un evento del campus llamado "Rush", el cual puso a nuevos ingresos y alumnos con antigüedad a competir en una carrera para subir la colina Charter Hill, finalmente terminando en una lucha competitiva. Finalmente se optó por descontinuar Rush y en 1905, la generación de nuevo ingreso y la generación anterior a ellos decidieron unirse para mostrar trabajo en equipo y construyeron la Gran "C". Gracias a su ubicación prominente, la Gran "C" comúnmente es la meta de bromas por la universidad rival: la Universidad de Stanford, por alumnos que la pintan de rojo y por fraternidades y hermandades que la pintan de sus colores. Una de las responsabilidades del comité de reuniones es mantener a la Gran "C" de su color original: Amarillo Rey Alfred.
Los alumnos de Cal inventaron la tradición universitaria de Juegos de Carteles, entonces conocido como Juegos de Bancas. Estos se realizaron por primera vez en 1910 y consistía de tener a muchos alumnos en una sola sección de las bancas con carteles pintados con un patrón específico, al levantar todos los carteles se formaba una imagen enorme, originalmente del Hacha Stanford y una "C" enorme azul sobre un fondo blanco. La tradición continúa hoy en día en la sección de estudiantes de las bancas, e incorpora movimientos complicados, por ejemplo, simular la escritura en tiempo real del logo Cal amarillo sobre un fondo azul.
El cañón de la victoria de California se coloca encima de la colina Tightwad, y se dispara antes de todos los partidos de fútbol americano en su estadio, después de cada punto ganado, y después de cada victoria de Cal. Se utilizó por primera vez en 1963 y originalmente se colocó dentro del estadio antes de ser colocado en su ubicación actual en 1971. La única vez que el cañón se ha quedado sin munición fue durante un juego contra Pacific en 1991 cuando Cal realizó 12 "touchdowns".
Otras tradiciones incluyen eventos que únicamente han durado una pequeña cantidad de años. William, el hombre de Polka Dot era un artista de eventos que visitaba mucho a Sproul Plaza durante los años 70. El Hombre Desnudo (ahora difunto) y Larry el baterista, que tocaba canciones de Batman apareció en los años 80 y 90.
Algunas tradiciones actuales son: Correr desnudo durante la semana de exámenes finales, el Hombre en Stacks, el Hombre Feliz Feliz y Stoney Burke.

### Alojamiento Estudiantil
Alumnos de UC Berkeley viven en varios alojamientos optimizados para preferencias y estilos académicos y personales. La universidad ofrece dos años de alojamiento garantizado para nuevos ingresos, y un año para alumnos de transferencia. La comunidad inmediatamente alrededor de la escuela ofrece departamentos, alojamiento greco (fraternidades y hermandades) y alojamiento cooperativo, veinte de los cuales son casas que son miembros de la Cooperativa de Alumnos de Berkeley

#### Alojamiento Universitario

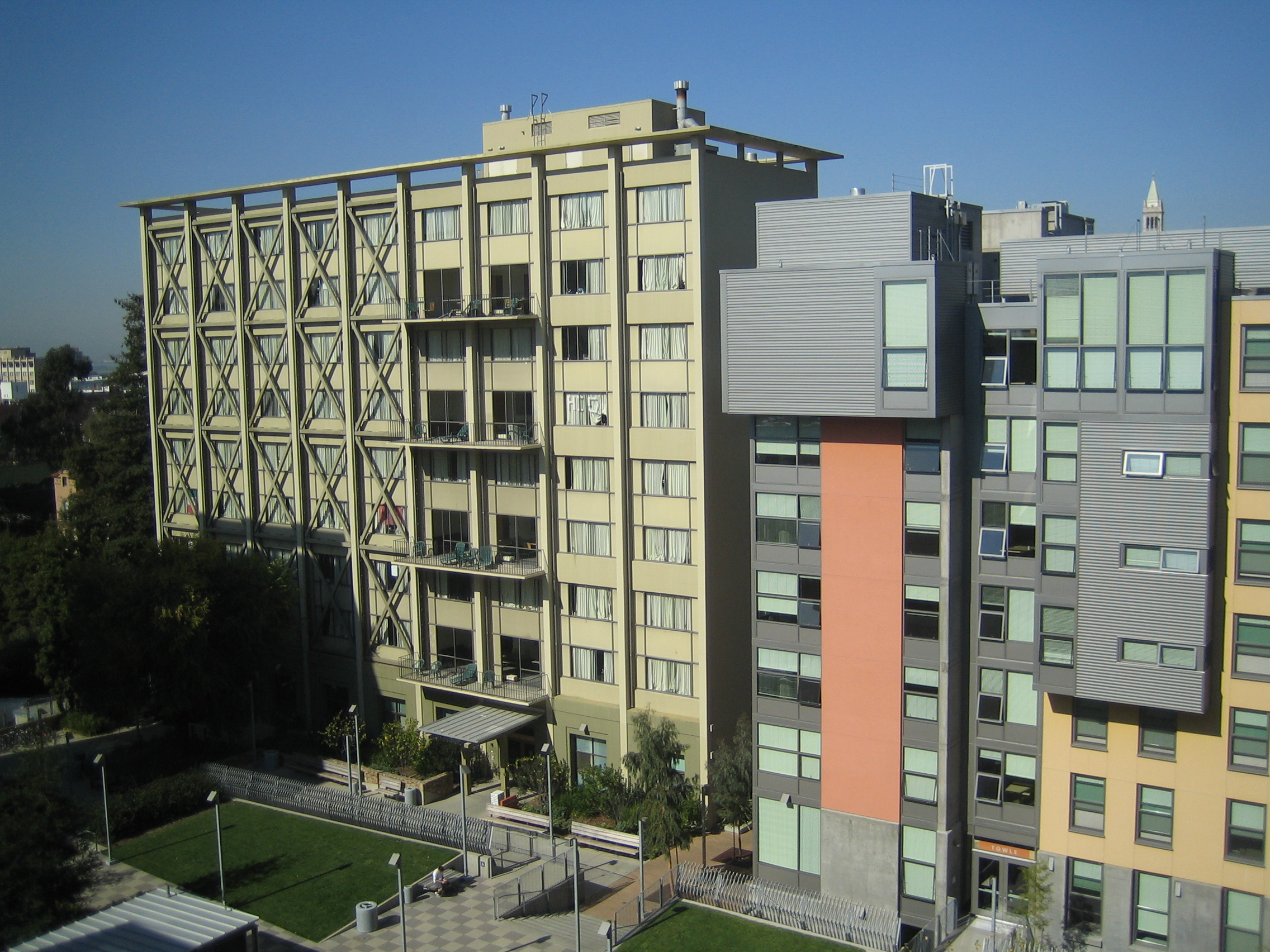
Cunningham Hall y Towle Hall, parte del complejo de residencias

La universidad maneja veinte distintos edificios de alojamiento, desde residencias para alumnos de licenciatura (tanto con como sin temáticas especiales) y residencias para alumnos y familias, hasta alumnos de transferencia y alojamiento opcional para alumnos internacionales. Edificios de residencia para alumnos de licenciatura están ubicados fuera del Campus en la ciudad de Berkeley. Unidades 1, 2 y 3, ubicadas al sur del campus ofrecen edificios de alojamiento con áreas comunes en cada segundo piso. Estos edificios residenciales comparten un área de comida, llamado Crossroads. Más al sur del campus está Clark Kerr, un complejo residencial para alumnos de licenciatura que ofrece alojamiento para muchos alumnos atletas y en algún momento fue una escuela para los sordos y los ciegos.
En las colinas al este del campus central, hay tres residencias para alumnos de licenciatura: Foothill, Stern y Bowles. Foothill es un complejo unisex de tipo suite. Según el rector, es considerado como una de las mejores residencias en UC Berkeley. Al sur de Foothill, está el edificio Stern. Este es una residencia exclusivamente para mujeres y tiene un mural original de Diego Rivera. Gracias a la proximidad de estos edificios al Colegio de Ingeniería y al Colegio de Química, las residencias comúnmente tienen a alumnos de ciencia e ingeniería. Generalmente también son más callados que las residencias del sur ya que estas se encuentran ubicadas cerca del teatro. El edificio Bowles es la residencia de una universidad pública más antiguo de California. Este está ubicado inmediatamente al norte del Estadio Memorial. Se inauguró en 1929 y es parte del Registro Nacional de Lugares Históricos. El edificio Bowles es una residencia de puros hombres cuyos cuartos son grandes y para cuatro personas, esto contribuye a su popularidad junto con su apariencia de castillo.
Los departamentos Channing-Bowditch e Ida Jackson están diseñados para alumnos mayores. El alojamiento para alumnos con familia consiste de dos zonas: University Village y Smyth.Fernwald. El primero de estos se ubica 3 millas al noroeste del campus en Albany, California. El segundo está cerca del campus Clark Kerr.

#### Alojamiento Cooperativo
Alumnos en Berkeley tienen muchas opciones para alojamiento cooperativo. La red de cooperativos de alojamiento estudiantil más grande en el área es el Berkeley Student Cooperative (BSC)
Tanto alumnos de UC Berkeley como alumnos de otras universidades y colegios del área tienen la opción de vivir en una de las veinte casas cooperativas del BSC. La BSC es una cooperativa para alojamiento sin fines de lucro que consiste de 20 casas cooperativas y 1250 miembros-dueños. Esta organización fue fundada en 1933 bajo el nombre de USCA por el director del YWCA, Harry Kingman. El concepto de casas cooperativas surgió durante la Gran Depresión como una alternativa de vivienda para alumnos; al vivir juntos los alumnos tienen la posibilidad de dividir los gastos y así pagar menos individualmente. En los años 1960, esta organización ofreció la primera alternativa de alojamiento unisex en Berkeley, conocida como el Ridge Project (luego renombrado a Casa Zimbabue). En 1975, la organización fundó la primera y única casa completamente vegetariana; Lorthlorien. En 1997 la fundación abrió la primera casa exclusivamente para personas de piel oscura; Afro House, y en 1999 la primera LGBT; Oscar Wilde.

### Organizaciones Estudiantiles

#### Gobierno Estudiantil
Los Alumnos Asociados de la Universidad de California (ASUC) es el gobierno estudiantil que controla el financiamiento para grupos estudiantiles y organiza eventos estudiantiles dentro del campus. Es considerado uno de los gobiernos estudiantiles más autónomos de alguna universidad en EUA. Los dos partidos políticos principales son "Student Action" y "CalSERVE". La organización fue fundada en 1887 y tiene un presupuesto de operaciones anual de 1,7 millones de dólares, aparte de varias inversiones.
La Mesa del Programa de la Unión Estudiantil, Entretenimiento y Recreación (SUPERB) es una rama de ASUC sin fines de lucro gestionada por alumnos dedicada a proporcionar entretenimiento a la comunidad del Campus. Fundada en 1964, la programación de SUPERB incluye una serie de películas de viernes, conciertos de Medio Día gratuitos en Lower Sproul Plaza, competencias de comedia, torneos de póker, adelantos de películas por salir, y otros eventos.

#### Medios de comunicación
El programa de televisión en línea de UC Berkeley, CalTV, se formó en 2005. Alumnos de varias carreras manejan el programa.
El periódico de alumnos de UC Berkeley llamado The Daily Californian fue fundado en 1871. Este se volvió independiente en 1971 después de que la administración despidió a tres editores por motivar a los lectores a retomar People's Park.
La estación de radio de estudiantes de Berkeley, KALX, transmite a 90.7 MHz. Este es principalmente manejado por voluntarios, generalmente alumnos y miembros de la comunidad.
Berkeley también tiene una variedad de revistas estudiantiles, principalmente Caliber Magazine. Fundada en el 2008, Caliber Magazine se anuncia como "La revista de todo" al tener artículos y vlogs en una gran variedad de temas. Ha sido votada como la mejor revista en el campus por los lectores del Daily Cal y fue nombrada la mejor publicación del campus por ASUC.

#### Grupos Estudiantiles

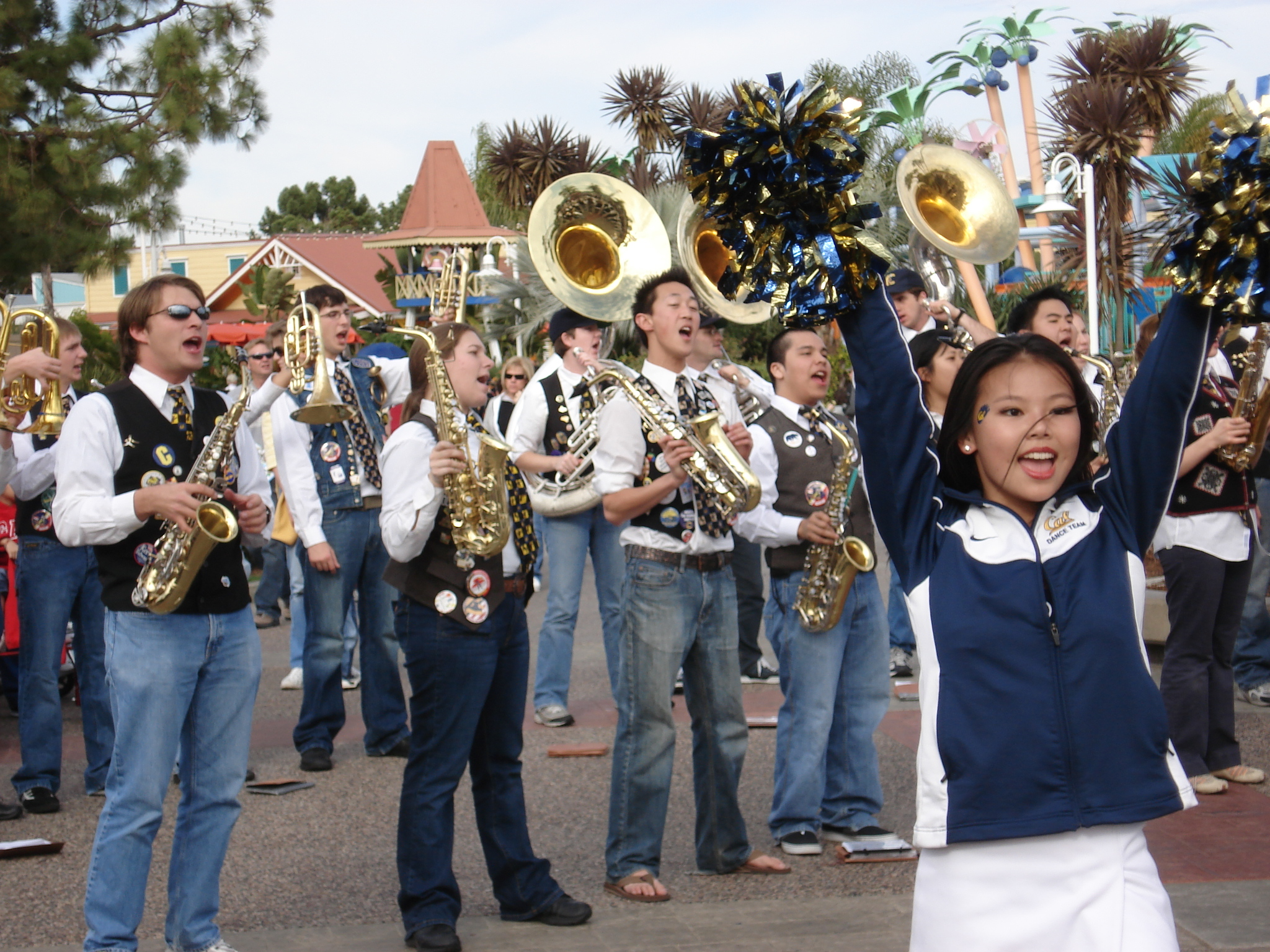
Banda Sombrero de Paja de Cal (sección pequeña de la Banda Cal) tocando en SeaWorld, en San Diego, California

UC Berkeley Tiene una reputación por el activismo estudiantil, este surgió en el Movimiento de Libertad de Expresión en los años 1960. Hoy en día, Berkeley es conocido como un campus amable con activismo en varias formas, desde peticiones virtuales, presentaciones en Sproul Plaza y voluntariados, hasta le protesta ocasional. Durante el año escolar 2006-07, hubo 94 grupos estudiantiles políticos en el campus incluyendo MEChXA de UC Berkeley, la Unión de Libertades Civiles de EUA de Berkeley, Alumnos Berkeley por Vida, Campus Greens, El Equipo de Sustantividad (STEAM), la Colectiva de Comida de Estudiantes de Berkeley, Estudiantes por una Política de Drogas sensible, Demócratas de Cal Berkeley y los Republicanos del Colegio de Berkeley. Berkeley es la universidad con mayor número de alumnos en el Peace Corps en el mundo.
La Asamblea de los Edificios de Residencia (RHA) es la organización estudiantil que modera todos los aspectos de eventos a escala residencial para más de 7200 alumnos de licenciatura residentes. Fue fundada en 1988 por el Consejo de Presidentes y hoy en día es financiada y mantenida por el departamento de Residencias y Programas de Servicios Estudiantiles.
El Grupo Berkeley es una organización de consultaría afiliada a UC Berkeley y a la Escuela Haas de Negocios. Estudiantes de todas las carreras son reclutados y entrenados para poder trabajar en consultas pro-bono con clientes sin fines de lucro en la vida real.
ImagiCal ha sido el capítulo de colegio en la Federación de Publicidad Americana (AAF) en Berkeley desde fines de los años 80. Cada año el equipo compita en la Competencia Nacional de Publicidad Estudiantil. Varios alumnos se unen para trabajar juntos en una campaña de publicidad dada por la AAF y un patrocinador corporativo. El equipo de UC Berkeley gaó en su región en 2005, 2009 y 2012, tomando el 4.º y 3.er lugar en EUA en 2005 y 2009, respectivamente.
El Foro Berkeley es una organización que realiza paneles, debates y pláticas por expertos de varias áreas. La organización es no partidista y ha invitado a una gran variedad de conferencistas al campus, incluyendo al senador Rand Paul, empresario y capitalista Peter Thiel, fundador de Khan Academy, Salman Khan, entre otros.
Educación Democrática en Cal, o DeCal, es un programa que promueve la creación de clases patrocinadas por profesores por el programa 98/198. DeCal surgió del movimiento de Libertad de Expresión de los años 1960 y se estableció oficialmente en 1981. El programa ofrece alrededor de 150 cursos en un amplio gama de temas que le podrían interesar a la comunidad estudiantil de Berkeley, incluyendo clases en el Cubo Rubik's, James Bond, Batman, la revolución Iraní, cocina, baile folclórico Israelí, animación 3D, armas nucleares y meditación.
Existen muchos grupos de a cappella en el campus, incluyendo Artistas en Resonancia, Berkeley Dil Se, el UC Men's Octet, California Golden Overtones y Noteworthy. El UC Men's Octet es un grupo de a cappella de ocho miembros formado en 1948 con una cantidad de canciones de peluquería, doo-wop, pop contemporáneo, alternativo, y canciones de pelea. Son uno de solamente dos grupos que han ganado el ICCA varias veces, habiendo ganado en 1998 y 2000. California Golden Overtones, fundada en 1984 tienen un repertorio muy similar en su octeto. Noteworthy compitió en la quinta temporada de America's Got Talent. Es una tradición que todos los grupos de a cappella de Berkeley participen debajo del Sather Gate cada semana a diferentes horas. Aparte de a capela, Berkeley tiene varios grupos de artes en comedia, danza, actuación y música instrumentación. Algunos ejemplos son Jericho! improvisación y comedia, The Movement, Taiko Drumming, teatro musical estudiantil BareStage, The Remedy Music Project, y el equipo competitivo de danza hip hop Main Stacks.
Desde 1967 alumnos y empleados que son músicos de jazz han tenido la oportunidad de tocar y estudiar con el University of California Jazz Ensembles, bajo dirección del Dr. David W. Tucker, quien fue el compositor y director asociado de Cal Band, pero fue invitado a dirigir los ensambles de jazz cuando creció en popularidad y miembros. El grupo creció rápidamente desde una banda grande a varias bandas grandes, varios combos, y varias clases instrumentales con distintos instructores. Durante varias décadas UC Berkeley fue anfitrión al Pacific Coast Collegiate Jazz Festival (PCCJF), parte del American Collegiate Jazz Festival, un foro competitivo para alumnos músicos. PCCJF invitó a luminarios de jazz como Hubert Laws, Sonny Rollins, Freddie Hubbard, y Ed Shaughnessy al campus de Berkeley como artistas, clínicos y jueces. El festival luego incluyó a músicos de preparatoria. Los ensambles de jazz se volvieron una herramienta eficiente de reclutamiento para la escuela. Muchos músicos de preparatoria interesados en jazz pero también en una buena educación descubrieron que en el campus tenían ambas cosas. Varios alumnos han tenido carreras exitosas en jazz y educación incluyendo a Michael Wolff y Andy Narell.
UC Berkeley también es anfitrión a un gran número de conferencias, pláticas y eventos musicales y teatrales. Muchos de estos eventos, incluyendo el evento anual Annual UC Berkeley Sociological Research Symposium, son completamente planeados y organizados por alumnos de licenciaturas.

### Deportes
Los equipos atléticos de UC Berkeley son conocidos como los California Golden Bears (comúnmente abreviado como "Cal Bears" o simplemente "Cal") y son principalmente miembros de la División I de la Atlantic Coast Conference (ACC) del NCAA. Cal también es miembro de la Mountain Pacific Sports Federation en varios deportes no patrocinados por el ACC. Los Golden Bears se unieron a la ACC en 2024 después del colapso de su antigua sede de la Pac-12 Conference. Los colores originales de la escuela, establecidos en 1873 por un comité de alumnos, eran azul (específicamente azul Yale) y dorado. Originalmente se optó por azul Yale porque varios de los fundadores de la universidad eran egresados de Yale. Azul y dorado fueron especificados y se volvieron los colores oficiales de la escuela y del estado de California en 1955.
Recientemente el departamento atlético especificó un azul más oscuro, cerca pero no igual al Azul Berkeley ahora utilizado por la escuela. Los Osos Dorados de California tienen una larga historia de excelencia en los deportes, habiendo ganado títulos nacionales en fútbol americano, basquetbol masculino, beisból, softból, navegación masculina y femenina, gimnasia masculina, tenis masculino, natación masculina y femenina, polo acuático masculina, Judo masculino, atletismo masculino, y rugby masculino. Además, atletas Cal han ganado numerosos títulos individuales de la NCAA en atletismo, gimnasia, natación y tenis. El 31 de enero de 2009, el club de Hurling hizo historia atlética al ganarle a Stanford en el primer juego colegiado jugado en territorio Americano.
California terminó en primer lugar en la competencia de otoño del 2007 de U.S. Sports Academy Directors' Cup (NACDA Directors' Cup), competencia que mide los programas atléticos colegiados en EUA en términos generales. Cal obtuvo el séptimo lugar con 1119 puntos en la competencia del 2007. En el 2010, California terminó en tercer lugar con 1219.50 puntos, justo detrás de Stanford y Ohio State. Este es el mejor lugar que California ha ganado en esta competencia.
El Estadio Memorial de Cal se reabrió en septiembre del 2012 tras renovaciones de $321 millones de dólares para mejorar la estabilidad del edificio en caso de un sismo. La universidad entró en una deuda de $445 millones de dólares para renovar el estadio y construir un nuevo centro atlético estudiantil de $153 millones de dólares, lo cual planeaba pagar con la venta de asientos especiales en el estadio. No obstante, en junio de 2013 la noticia surgió que la universidad había tenido problemas vendiendo los asientos. Los pagos anuales de intereses de aproximadamente $18 millones de dólares para poder cubrir la deuda consume aproximadamente un 20% del presupuesto deportivo de Cal; el pago principal está planeado para iniciar en el 2032 y terminará en el 2113.
La rivalidad tradicional de los Osos Dorados es con el Cardenal de Stanford. El evento deportivo más anticipado entre las dos universidades es el juego anual de fútbol americano conocido como el Big Game. Este es celebrado con eventos de ánimo en ambos campus. Desde 1933, el ganador del Big Game ha ganado la custoria de la Hacha de Stanford.

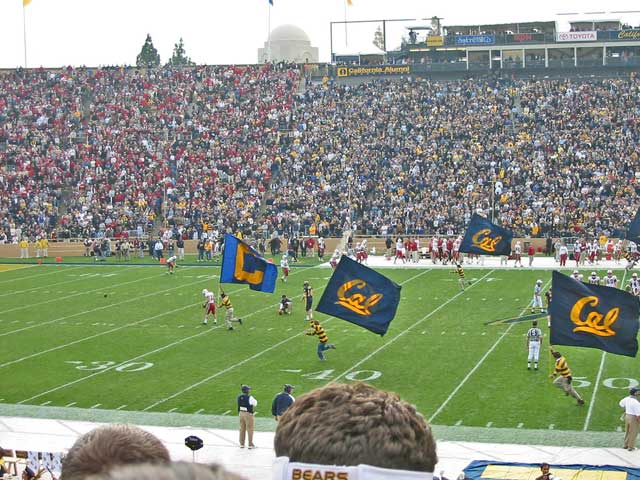
Comité Organizacional de UC corriendo con las banderas Cal en el campo de Memorial Field durante el Big Game de 2002. La sección de bancas para Stanford está del lado izquierdo, y la sección para Berkeley está del lado derecho.

#### Rivalidad California – Stanford
Uno de los momentos más grandes en la historia del Big Game ocurrió durante el 85 juego el 20 de noviembre de 1982. Gracias a lo que ahora se conoce como "La estrategia de la banda" ("The band play") o simplemente The Play, Cal realizó el touchdown decisivo durante los últimos segundos con un regreso de kickoff que involucró una serie de laterales y resultó en la banda marchante de Stanford entrando al campo.

#### Campeonatos nacionales
Equipos de Berkeley han ganado campeonatos nacionales en béisbol (2), básquetbol masculino (2), navegación masculina (15), navegación femenina (3), fútbol americano (5), golf masculino (1), gimnasia masculina (4), lacrosse masculino (1), rugby masculino (26), softbol (1), natación y clavados masculinos (4) natación y clavados femeninos (3), tenis masculino (1), atletismo masculino (1) y polo acuático masculino (13).

## Alumnos, Facultad y Empleados Destacados

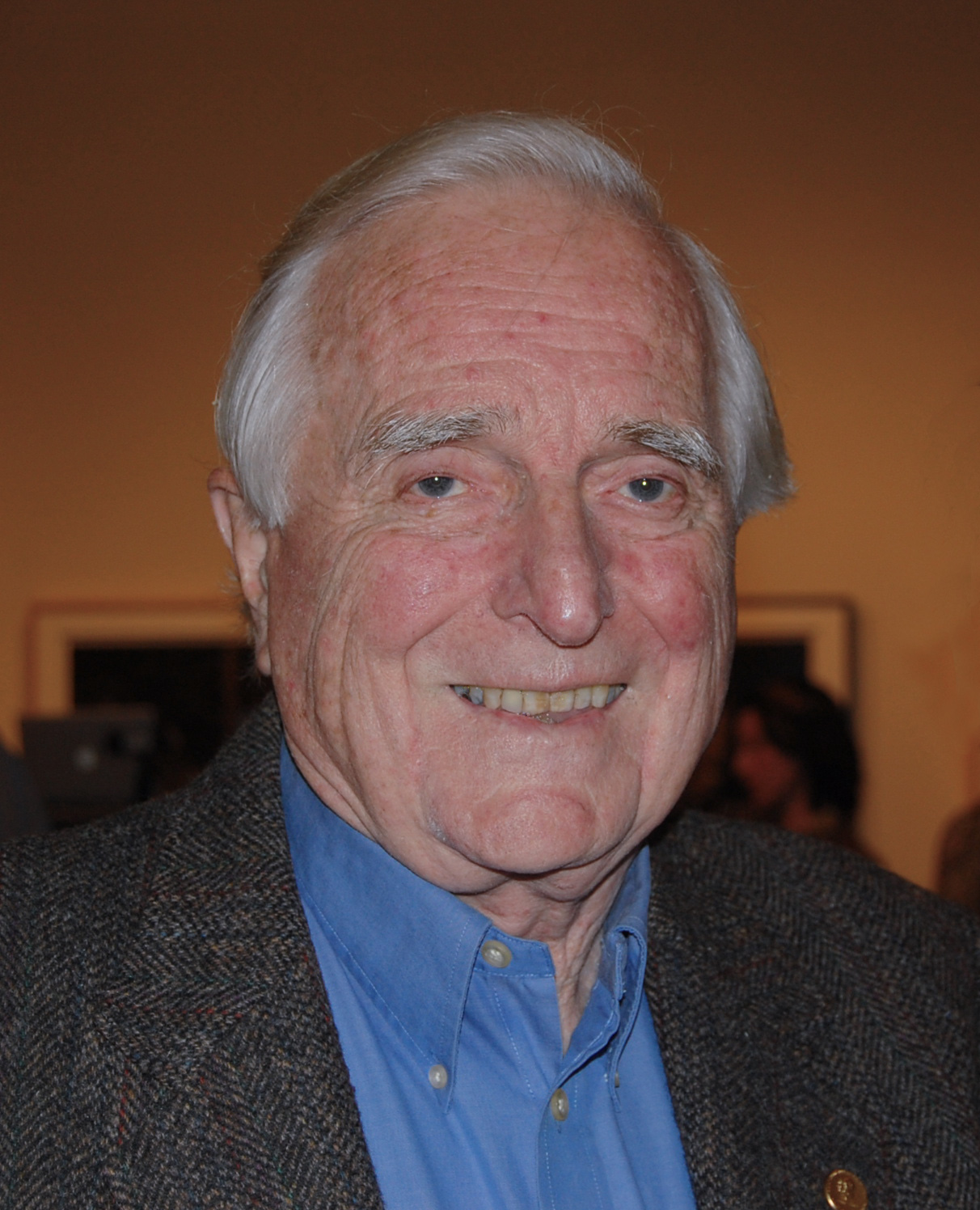
El ratón de computadora fue inventado Doug Engelbart, licenciatura en Ingeniería, 1952, doctorado, 1955

26 alumnos y 27 miembros y exmiembros de tiempo completo de la facultad son parte de los 72 laureados Novel asociados a la universidad. El Premio Turing, el Premio Nobel de ciencias computaciones, ha sido otorgado a nueve alumnos y seis miembros de la facultad.
Varios alumnos han estado involucrados en la política y relaciones internacionales.
Pedro Nel Ospina, Presidente de Colombia 1922-1926 estudio en ésta Universidad. 
Nicholas A. Veliotes se volvió el embajador a los países de Jordania (1979-81) y Egipto (1984-86), aparte de tener muchos otros trabajos y posiciones de prestigio a lo largo de su carrera. Otro alumno destacado en este campo es Gert Rosenthal quien fue ministro de Relaciones Exteriores de Guatemala y embajador de su país ante Naciones Unidas, en cuya calidad presidió el Consejo de Seguridad. Así mismo, otro alumno destacado en esta área es Javier Velasco, quien desde 2022 se desempeña como Embajador de Chile en España.
Otro logro de algunos alumnos es escribir novelas literarias y guiones que han atraído a ganadores del premio Oscar. Irving Stone (Licenciatura en las artes, 1923) escribió la novela Lust for Life, la cual luego fue convertida en una película ganadora de un Oscar por mejor actor de un papel de apoyo. Esta fue protagonizada por Kirk Douglas como Vincent van Gogh. Stone también escribió The Agony and the Ecstasy, la cual también fue convertida en una película protagonizada por Charlton Heston como Michelangelo. Mona Simpson (Licenciatura en las artes, 1979) escribió la novelo Anywhere But Here que terminó en forma de película protagonizada por la actriz Susan Sarandon. Terry McMillan (Licenciatura en las artes, 1986) escribió How Stella Got Her Groove Back, libro cuya historia terminó en la pantalla grande con la actriz Angela Bassett en el papel principal. Randi Mayem Singer (Licenciatura en las artes, 1979) escribió el guion de Mrs. Doubtfire, película protagonizada por Robin Williams y Sally Field. Audrey Wells (Licenciatura en las artes, 1981) escribió el guion para la película The Truth About Cats & Dogs, cuya protagonista fue interpretada por la actriz Uma Thurman. James Schamus (Licenciatura en las artes, 1982; maestría 1987; doctorado, 2003) ha colaborado en la creación de guiones con director Ang Lee en las películas Wò hǔ cáng lóng y Brokeback Mountain.
En la ciencia ha habido varias contribuciones importantes por parte de los alumnos de Berkeley. Algunos han concentrado sus estudios en el mundo cuántico de los átomos y las moléculas. Ganador de Premio Nobel William F. Giauque (Licenciatura en la ciencia, 1920; doctorado, 1922) investigó termodinámica química; Ganador de Premio Nobel Willard Libby Licenciatura en la ciencia, 1931; doctorado, 1933) fue pionero en datación por radiocarbono; Ganador de Premio Nobel Willis Lamb (Licenciatura en la ciencia, 1934; doctorado, 1938) examinó el espectro del hidrógeno; Ganador de Premio Nobel Hamilton O. Smith (Licenciatura en las artes, 1952) aplicó enzimas de restricción a la genética molecular; Ganador de Premio Nobel Robert Laughlin (Licenciatura en las artes de las matemáticas, 1972) exploró el efecto del pasillo cuántico fraccionario; y el Ganador de Premio Nobel Andrew Fire (Licenciatura en las artes de las matemáticas, 1978) ayudó a descubrir el callado de genes de interferencia RNA por el uso de RNA de doble-hélice. Ganador de Premio Nobel Glenn T. Seaborg (Doctorado, 1937) colaboró con Albert Ghiorso (Licenciatura en la ciencia, 1913) para descubrir 12 elementos químicos como el americio, berkelio, y californio. Ganador de Premio Nobel Yuan T. Lee (doctorado, 1965) desarrolló la técnica del rayo molecular cruzado para estudiar reacciones químicas. Carol Greider (doctorado, 1987), profesora de biología molecular y genética en la Escuela de Medicina de la Universidad de Johns Hopkins, obtuvo el Premio Nobel en Medicina en el 2009 por descubrir un mecanismo clave en las funciones genéticas de las células, descubrimiento que ha llevado a nuevas líneas de investigación del cáncer, Harvey Itano (Licenciatura en ciencia, 1942) llevó a cabo trabajo innovador en anemia por células de media luna que marcó la primera vez que una enfermedad fue vinculada al origen molecular. A pesar de su estatus como "mejor-de-la-generación" de la generación de UC Berkeley de 1942, no pudo atender la entrega de diplomas gracias a su internación durante la Segunda Guerra Mundial por tener ascendencia directa japonesa. Narendra Karmarkar (doctorado, 1983) es conocido por el método de punto interior, un algoritmo polinomial para la programación lineal conocido como el algoritmo de Karmarkar. Laureada del National Medal of Science Chien-Shiung Wu (doctorado, 1940), también conocida como la "Madame Curie China" desaprobó de la Ley de Conservación de la Paridad, por lo cual obtuvo el Premio Wolf inaugural en física. Kary Mullis (doctorado, 1973) ganó el Premio Nobel en química en 1993 por su rol en el desarrollo de la Reacción en Cadena de Polymerasa, un método para amplificar las secuencias de ADN. Daniel Kahneman ganó el Premio Nobel Memorial en economía por su trabajo en la Teoría Prospectiva.
John N. Bahcall (Licenciatura en la ciencia, 1959) trabajó en el Modelo Solar Estándar y en el Telescopio Espacial Hubble, resultando en una Medalla Nacional de Ciencia. Peter Smith (Licenciatura en la ciencia, 1969) fue el investigador principal y jefe de proyecto para el robot explorador Pheonix de 420 millones de dólares construido pro la NASA, el cual por primera vez confirmó la existencia de agua en el planeta Marte. Astronautas James Van Hoften (Licenciatura en la ciencia, 1966), Margaret Rhea Seddon (Licenciatura en Arte, 1970), Leroy Chiao (Licenciatura en la ciencia, 1983), y Rex Walheim (Licenciatura en la ciencia, 1984) físicamente han alcanzado la última frontera, alcanzando las estrellas, orbitando la tierra en la flota de shuttles espaciales de la NASA.
Alumnos de licenciatura han fundado o cofundado compañías como, por ejemplo, Apple Computer, Intel, LSI Logic The Gap, MySpace, PowerBar, Berkeley Systems, Bolt, Beranek and Newman (creador de varios protocolos que gobiernan el Internet), Chez Panisse, GrandCentral (conocido ahora como Google Voice), Advent Software, HTC Corporation, VIA Technologies, Marvell Technology Group, MoveOn.org, Opsware, RedOctane, SanDisk, Scharffen Berger Chocolate Maker, VMware, and Zilog, mientras que alumnos de posgrado han cofundado compañías como, por ejemplo, DHL, KeyHole Inc (conocida ahora como Google Earth), Sun Microsystems, y The Learning Company. Alumnos de Berkeley también han dirigido compañías de tecnología tales como Electronic Arts, Google, Adobe Systems, Softbank (Masayoshi Son) y Qualcomm.

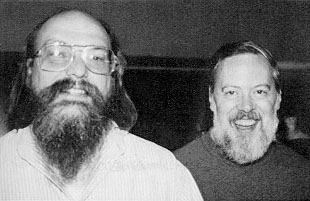
Ganadores de un Premio Turing, Ken Thompson (izq.), Licenciatura en la ciencia, 1965; Maestría, 1966, con compañero y ganador de Premio Turing Dennis Ritchie (der.); Juntos crearon Unix.

Alumnos de Berkeley han dado luz a varias tecnologías asociadas con las computadoras personales y el internet. Unix fue creado por Ken Thompson (Licenciatura en la ciencia, 1965; Maestría, 1966) y Dennis Ritchie, ambos alumnos de Berkeley. Otros alumnos, como lo fueron L. Peter Deutsch (doctorado, 1973), Butler Lampson (doctorado, 1967), y Charles P. Thacker (Licenciatura en la ciencia, 1967) trabajaron con Ken Thompson en el Project Genie y luego formaron la Corporación de Computadoras de Berkeley (BCC), financiada por el Departamento de Defensa de EUA. Esta corporación estaba distribuida alrededor del campus en oficinas no especificadas para evitar protestantes de la guerra. Cuando finalmente falló la BCC, Deutsch, Lampson y Tacher se unieron a Xerox PARC y desarrollaron un gran número de tecnologías computacionales innovadoras, de las cuales resalta Xerox Alto, la computadora que inspiró la Apple Macintosh. Lo que separó a Alto de otras computadoras del momento fue el uso de un ratón de computadora inventado por Doug Engelbart (licenciatura en Ingeniería, 1952; doctorado, 1955). Thompson, Lampson, Engelbart, y Thacker finalmente recibieron un Premio Turing. Ronald V. Schmidt (licenciatura en la ciencia, 1966; maestría, 1968; doctorado, 1971) también estuvo en Xerox PARC y finalmente se le reconoció como "el hombre que llevó el Ethernet a las masas". Otro investigador de Xerox PARC, Charles Simonyi (Licenciatura en la ciencia, 1972), creó el primer programa procesador de texto WYSIWIG y por ello fue personalmente reclutado por Bill Gates para unirse a Microsoft y crear Microsoft Word. Simonyi luego se convirtió en la primera persona en ir al espacio más de una vez, trabajando en la Estación Espacial Internacional (ISS).
En 1977 Bill Joy (Maestría, 1982), alumno de posgrado del departamento de ciencias computacionales, creó la distribución de software Berkeley Software Distribution, comúnmente conocida como BSD Unix. Joy finalmente cofundó Sun Microsystems y creó la versión original de la terminal de consola vi mientras que Ken Arnold (Licenciatura en el Arte, 1985) creó Curses, una librería de control terminal para sistemas de tipo Unix que permite la construcción de una interfaz de texto (TUI). Alumnos de licenciatura William Jolitz (Licenciatura en la ciencia, 1997) y su futura esposa Lynne Jolitz (Licenciatura en el Arte, 1989) trabajaron junto con Joy en Berkeley para crear 386BSD, una versión de BSD Unix que corría en CPUs de Intel y evolucionó a las familias de sistemas operativos de BSD gratuitos y de Darwin, sistema operativo base de Apple Mac OS X. Eric Allman (Licenciatura en la ciencia, 1977; Maestría, 1980) creó SendMail, un agente de transferencia de correo que hoy en día se encarga de enviar aproximadamente el 12% de todos los correos electrónicos del mundo.
El grupo de investigación de alumnos de licenciatura llamado XCF y ubicado en Soda Hall es responsable por varios proyectos de software importantes, incluyendo GTK+ (creado por Peter Mattis; Licenciatura en la ciencia, 1997), The GIMP (Spencer Kimball; Licenciatura en la ciencia, 1996), y el diagnosis inicial del virus Morris. En 1992 el alumno de licenciatura y miembro de XCF Pei-Yan-Wei, creó ViolaWWW, uno de los primeros navegadores web con interfaz gráfica. Este fue el primer navegador en tener incrustados objetos con scripts, stylesheets y tablas. En el espíritu de código abierto, donó su código a Sun Microsystems, así inspirando applets de Java. ViolaWWW también llevó a que investigadores del Centro Nacional para la Aplicación de Supercomutadoras crearan el navegador Mosaic, el cual finalmente se convertiría en Internet Explorer.

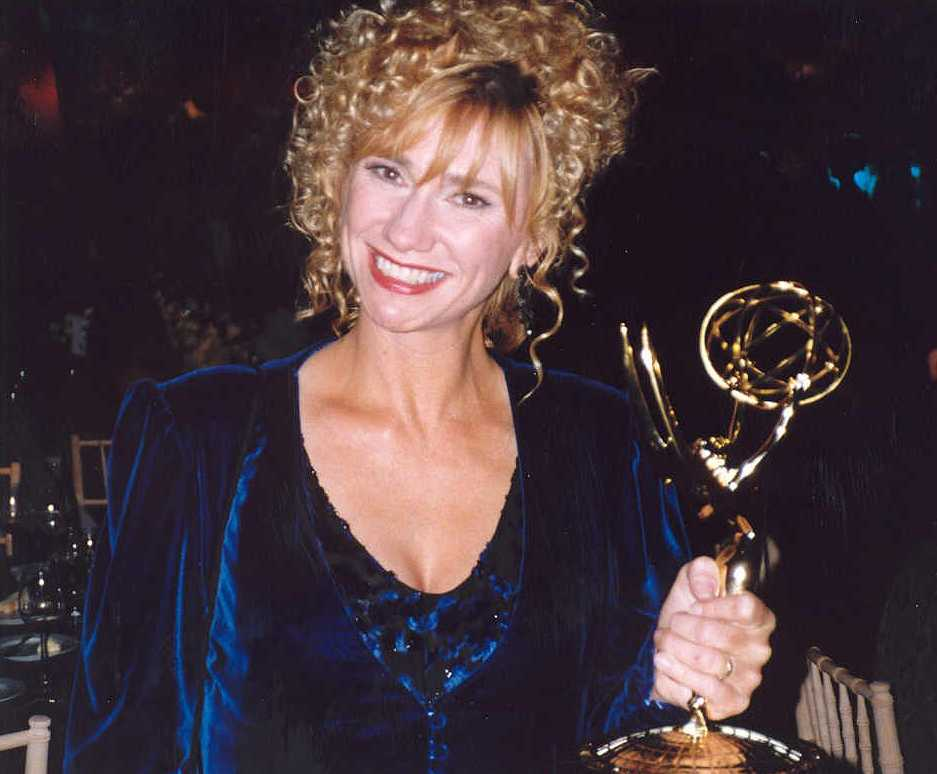
Ganadora de Premio Emmy y Globo de Oro, Kathy Baker, Licenciatura en Arte, 1977

En total los alumnos de Berkeley han ganado por lo menos veinte Premios Óscar. Gregory Peck (Licenciatura en el Arte, 1939) fue nomiado a cuatro Oscars durante su vida y ganó uno de ellos en Matar un Ruiseñor. Chris Innis (Licenciatura en el Arte, 1991) ganó un Oscar en el 2010 por mejor edición de película en The Hurt Locker. Walter Plunkett (Licenciatura en Arte, 1923) ganó un Oscar por el mejor diseño de vestuario (en An American in Paris). Freida Lee Mock (Licenciatura en Arte, 1961) y Charles H. Ferguson (Licenciatura en Arte, 1978) han ganado un Oscar cada uno por documentales. Mark Berger (Licenciatura en Arte, 1964), profesor adjunto de Berkeley, ha ganado cuatro premios Oscar por producción de sonido. Edith Head (Licenciatura en Arte, 1918) fue nominada a 34 premios Oscar y ganó ocho por diseño de vestuario. Joe Letteri (Licenciatura en Arte, 1981) ha ganado cuatro premios Oscar por mejores efectos visuales por Avatar de James Cameron y tres películas Peter Jackson: King Kong, Las dos torres, y El retorno del Rey.
En total los alumnos de Berkeley han ganado por lo menos 25 Premios Emmy: Jon Else (Licenciatura en Arte, 1968) por cinematografía; Andrew Schneider (Licenciatura en Arte, 1973) por guiones; Linda Schacht (Licenciatura en Arte, 1966; Maestría, 1981), dos por periodismo televisivo; Christine Chen (doble Licenciatura en el Arte, 1990), dos por periodismo televisivo; Kristen Sze (Licenciatura en el Arte), dos por periodismo televisivo; Kathy Baker (Licenciatura en Arte, 1977), tres por actuación; Ken Milnes (Licenciatura en la ciencia, 1977), cuatro por tecnología televisiva; y Leroy Sievers (Licenciatura en el Arte), doce por producción. Elisabeth Leamy ganó un total de 13 Premios Emmy.

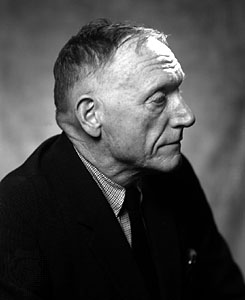
Robert Penn Warren, Maestría, 1927 – Novelista y poeta. Ganadore detres Premios Pulitzer.

Por lo menos ocho Premios Pulitzer han sido otorgado a alumnos de Berkeley. Marguerite Higgins (Licenciatura en Arte, 1941) ganó su premio por ser una fuente de información durante la Segunda Guerra Mundial, la guerra Coreana y la guerra de Vietnam. Escritor Robert Penn Warren (Maestría,1927) ganó tres Premio Pulitzer, incluyendo uno otorgado por su novela All the King's Men, la cual luego se volvió una película. Rube Goldberg (Licenciatura en la ciencia, 1904) ganó su premio por inventar máquinas (nombradas en su honor) con procesos internos cómicamente complejos pero cuyos objetivos eran siempre sencillos. Reportera Alexandra Berzon (Maestría, 2006) ganó un Premio Pulitzer en el 2009, y reportero Matt Richtel (Licenciatura en Arte, 1989), ganó el premio en el 2010 por sus reportajes nacionales. Leon Litwack (Licenciatura en Arte, 1951: doctorado, 1958), historiador premiado con un Pulitzer, fue profesor en UC Berkeley durante 43 años; Hay otros tres profesores que han ganado Premios Pulitzer. Alumna y profesora Susan Rasky ganó el Premio Polk por periodismo en 1991.
Alumnos también han sido actores de televisión. Karen Grassle (Licenciatura en Arte, 1965) actuó como la madre Caroline Ingalls en Little House on the Prairie, Jerry Mathers (Licenciatura en Arte, 1974) protagonizó en Leave it to Beaver, y Roxann Dawson (Licenciatura en Arte, 1980) actuó como la mitad Klingon, mitad Humana, B'Elanna Torres en Star Trek: Voyager.
Exalumnos de los programas de licenciatura han participado en la industria musical contemporánea. Phil Lesh, por ejemplo, toca el bajo en Grateful Dead; El baterista de The Police, Stewart Copeland; Fundador de la revista Rolling Stone Magazine, Jann Wenner; cantante principal de The Bangles, Susanna Hoffs (Licenciatura en Arte, 1980); cantante principal de Counting Crows, Adam Duritz; productor de música electrónica, Giraffage; informador de MTV, Suchin Park (Licenciatura en Arte, 1997); músicos de AFI, Davey Havok y Jade Puget (Licenciatura en Arte, 1996); y artista Marié Digby. People Magazine colocó al cantante principal de Third Eye Blind, Stephan Jenkins (Licenciatura en Arte, 1987) en su lista de "Las 50 personas más bellas".
En cuanto a deportes ha habido varios alumnos sobresalientes. Atleta de tenis Helen Wills Moody (Licenciatura en Arte, 1925) ganó 31 títulos Grand Slam, incluyendo ocho títulos individuales en Wimbledon. Tarik Glenn (Licenciatura en Arte, 1999) es un campeón Super Bowl XLI. Michele Tafoya (Licenciatura en Arte, 1988) es una reportera de deportes televisados para ABC Sports y ESPN. Agente deportivo Leigh Steinberg (licenciatura en Arte, 1970; doctorado Junior, 1973) ha representado a atletas profesionales como Steve Young, Troy Aikman, y Oscar de la Hoya; Steinberg es la inspiración para el personaje principal de la película Jerry Maguire (protagonizada por Tom Cruise). Matt Biondi (Licenciatura en Arte, 1988) ganó ocho medallas de oro en natación a lo largo de tres olimpiadas. En las olimpiadas de Beijing en el 2008, Natalie Coughlin (Licenciatura en Arte, 2005) se volvió la primera atleta femenina Americana en historia moderna en ganar seis medallas en una sola olimpiada.
Hay por lo menos 14 egresados cuyas fortunas exceden los 1000 millones de dólares: Gordon Moore (fundador de Intel), Bill Joy (programado y fundador de Sun Microsystems), Eric Schmidt (Director de Google), Bassam Alghanim (Kuwaití más rico), Charles Simonyi (Microsoft), Cher Wang (HTC, Taiwanés más rico), Robert Haas (Levi's), Donald Fisher (Gap), Carlos Rodríguez-Pastor (Interbank, Perú), Fayez Sarofim, Haakon Magnus de Noruega (Príncipe de Noruega), James Harris Simons, y Michael Milken.

## Premios

### Premio Internacional Elise y Walter A. Haas
El Premio Internacional Elise y Walter A. Haas (Elise and Walter A. Haas International Award) es otorgado por la Universidad de California en Berkeley desde 1964 y establecido por Walter A. Haas Jr., Peter E. Haas y Richard N. Goldman. Dicho premio reconoce a los alumnos o exalumnos de la Universidad que son originarios de un país distinto a los EE. UU. y que poseen un historial distinguido de contribuciones a su país en cualquier campo de actividad, ya sean artes, ciencias, profesiones, educación, negocios o gobierno.

El premio incluye un estímulo monetario de $15,000 DLS, un medallón grabado y los gastos del viático para recibirlo en mayo en la ceremonia de comienzo de convocatoria de la universidad.
La siguiente es una lista de los ganadores del premio hasta 2018:
| Año  | Ganador                           | Labor | País                        |
| ---- | --------------------------------- | --- | --------------------------- |
| 1966 | Abdul Majid                       | Embajador de Afganistán en los EE. UU. | Afganistán                  |
| 1967 | Galo Plaza Lasso                  | Expresidente de Ecuador y diplomático de Naciones Unidas                                                                                                | Ecuador                     |
| 1968 | Kiyoshi “George” Togasaki         | Empresario, activista y president de Rotary International                                                                                               | Japón                       |
| 1969 | Mario Báncora                     | Director de la Comisión Nacional de Energía Atómica | Argentina                   |
| 1970 | Sun Fo                            | Presidente del Yuan de Examinación y redactor de la Constitución de la República de China                                                               | República de China (Taiwán) |
| 1971 | John J. Akar                      | Embajador de Sierra Leona en los EE. UU. | Sierra Leona                |
| 1972 | Garegin Saroukhanian              | Consejero del ministro de salud para la planeación y capacitación en salud                                                                              | Irán                        |
| 1973 | Zulfikar Ali Bhutto               | Presidente de la República Islámica de Pakistán | Pakistán                    |
| 1974 | Choh-Ming Li                      | Vicecanciller y ejecutivo en jefe fundador de la Universidad China de Hong Kong                                                                         | Hong Kong                   |
| 1975 | Håkon Wexelsen                    | Presidente y profesor de la Universidad de Agricultura en Ås, Noruega                                                                                   | Noruega                     |
| 1976 | Haraldur Kröyer                   | Embajador de Islandia en los EE. UU. | Islandia                    |
| 1977 | Menahem Rebhun                    | Director de la división de laboratorios y centros de investigación de ingeniería ambiental de Technion                                                  | Israel                      |
| 1978 | Sadako Ogata                      | Embajador de Japón ante las Naciones Unidas | Japón                       |
| 1979 | João Baptista Pinheiro            | Embajador de Brasil en los EE. UU. | Brasil                      |
| 1980 | Kenneth D. Taylor                 | Embajador de Canadá en Irán | Canadá                      |
| 1981 | Kuang Tou Chang                   | Vicepresidente de la Universidad Tsinghua en Beijing | China                       |
| 1982 | Choong Kun Cho                    | Vicepresidente ejecutivo de Korean Air Lines | Corea del Sur               |
| 1983 | Yoash Vaadia                      | Vicepresidente de finanzas y administración de la Universidad Hebrea de Jerusalén                                                                       | Israel                      |
| 1984 | Widjojo Nitisastro                | Exministro de asuntos económicos, financieros e industriales de Indonesia                                                                               | Indonesia                   |
| 1985 | Allan Gotlieb                     | Embajador de Canadá en los EE. UU. | Canadá                      |
| 1986 | Joon Lew                          | Director del Centro de Investigación y Tratamiento de Lepra, World Vision                                                                               | Corea del Sur               |
| 1987 | No otorgado                       | No otorgado | No otorgado                 |
| 1988 | Hans Hollein                      | Architecto | Austria                     |
| 1989 | Julius Gikonyo Kiano              | Presidente de Kenya Broadcasting Corporation y exmiembro de la Asamblea Nacional de Kenia de 1963 a 1979                                                | Kenia                       |
| 1990 | No otorgado                       | No otorgado | No otorgado                 |
| 1991 | No otorgado                       | No otorgado | No otorgado                 |
| 1992 | Mohamed Alshaikh                  | Ministro de asuntos urbanos y rurales de Arabia Saudita                                                                                                 | Arabia Saudita              |
| 1993 | Hans-Peter Dürr                   | Presidente de la dirección del Instituto Max Planck de Física                                                                                           | Alemania                    |
| 1994 | Han Sung-Joo                      | Ministro del exterior de la República de Corea | Corea del Sur               |
| 1995 | James C. Y. Soong                 | Gobernador de la provincia de Taiwán | República de China (Taiwán) |
| 1996 | Venkataram Ramakrishna            | Director del Buró Regional del Sudeste Asiático de la Unión Internacional para la Promoción de la Salud y la Educación (IUHPE)                          | India                       |
| 1997 | Laura Castillo de Gurfinkel       | Ministro de educación | Venezuela                   |
| 1998 | Ahmed Ahmed Goueli                | Ministro de comercio y abastecimiento de la República Árabe de Egipto                                                                                   | Egipto                      |
| 1999 | Urvashi Malhotra Sahni            | Profesor y defensor de la reforma educativa | India                       |
| 2000 | Živorad I. Kovačević              | Embajador de Yugoslavia en los EE. UU. | Yugoslavia                  |
| 2001 | Miguel Ángel Rodríguez Echeverría | Presidente de Costa Rica | Costa Rica                  |
| 2002 | Dorodjatun Kuntjoro-Jakti         | Ministro de economía de Indonesia | Indonesia                   |
| 2003 | Norman Myers                      | Científico ambiental | Reino Unido                 |
| 2004 | David Harrison                    | Presidente del consejo de loveLife | Sudáfrica                   |
| 2005 | Juree Vichit-Vadakan              | Rectora del Instituto Nacional de Administración de Desarrollo (NIDA) de Tailandia                                                                      | Tailandia                   |
| 2006 | Mu Sochua                         | Secretaria general del partido Sam Rainsy | Camboya                     |
| 2007 | Marcos Espinal                    | Secretario ejecutivo de la asociación Stop TB Partnership                                                                                               | República Dominicana        |
| 2008 | Mario Bergara                     | Presidente del Banco Central del Uruguay | Uruguay                     |
| 2009 | Reynato S. Puno                   | Presidente de la Suprema Corte de Justicia de Filipinas                                                                                                 | Filipinas                   |
| 2010 | Josephine Namboze                 | Primera médica del África Oriental y Central y promotora de la salud pública y de la educación, investigación y práctica de la medicina en África       | Uganda                      |
| 2011 | Yuan Tseh “Y.T.” Lee              | Ganador del Premio Nobel de Química de 1986 | República de China (Taiwán) |
| 2012 | Xiulan Zhang                      | Fundador del Instituto de Desarrollo Social y Políticas Públicas de la Universidad Normal de Pekín                                                      | China                       |
| 2013 | Andrés Roemer                     | Diplomático, escritor, filántropo e intelectual | México                      |
| 2014 | Patrick Awuah                     | Fundador y presidente de la Universidad Ashesi | Ghana                       |
| 2015 | Sir Colin Blakemore               | Profesor de neurociencias y filosofía, director del Centro de Estudios de los Sentidos en la Escuela de Estudios Avanzados de la Universidad de Londres | Reino Unido                 |
| 2016 | Todung Mulya Lubis                | Fundador y socio del despacho de abogados Lubis, Santosa & Maramis                                                                                      | Indonesia                   |
| 2017 | Adnan Shihab-Eldin                | Director general of Fundación para el Avance de las Ciencias de Kuwait                                                                                  | Kuwait                      |
| 2018 | Mario Schjetnan                   | Arquitecto y paisajista | México                      |

## Más lectura e imágenes
- Brechin, Gray (1999). Imperial San Francisco. UC Press Ltd. ISBN 0-520-21568-0.
- Cerny, Susan Dinkelspiel (2001). Berkeley Landmarks: An Illustrated Guide to Berkeley, California's Architectural Heritage. Berkeley Architectural Heritage Association. ISBN 0-9706676-0-4.
- Freeman, Jo (2003). At Berkeley in the Sixties: The Education of an Activist, 1961–1965. Indiana University Press. ISBN 0-253-21622-2.
- Helfand, Harvey (2001). Universidad de California, Berkeley. Princeton Architectural Press. ISBN 1-56898-293-3.
- Owens, MFEM (2004). America's Best Value Colleges. The Princeton Review. ISBN 0-375-76373-2. (requiere registro).
- Rorabaugh, W. J. (1990). Berkeley at War: The 1960s. Oxford University Press. ISBN 0-19-506667-7.
- Wiseman, Frederick (Director) (2013). At Berkeley (Motion picture). Zipporah Films.
- Wong, Geoffrey (May 2001). A Golden State of Mind. Trafford Publishing. ISBN 1-55212-635-8.